# Aliados da Segunda Guerra Mundial
```
   |-
       |
Erro:
:  
valor não especificado para "
nome_comum
"

   |-
       | 
Erro:
:  
valor não especificado para "
continente
"
```

A "Bandeira de Honra das Nações Unidas", usada como um símbolo dos Aliados durante a guerra, c. 1943-1948.

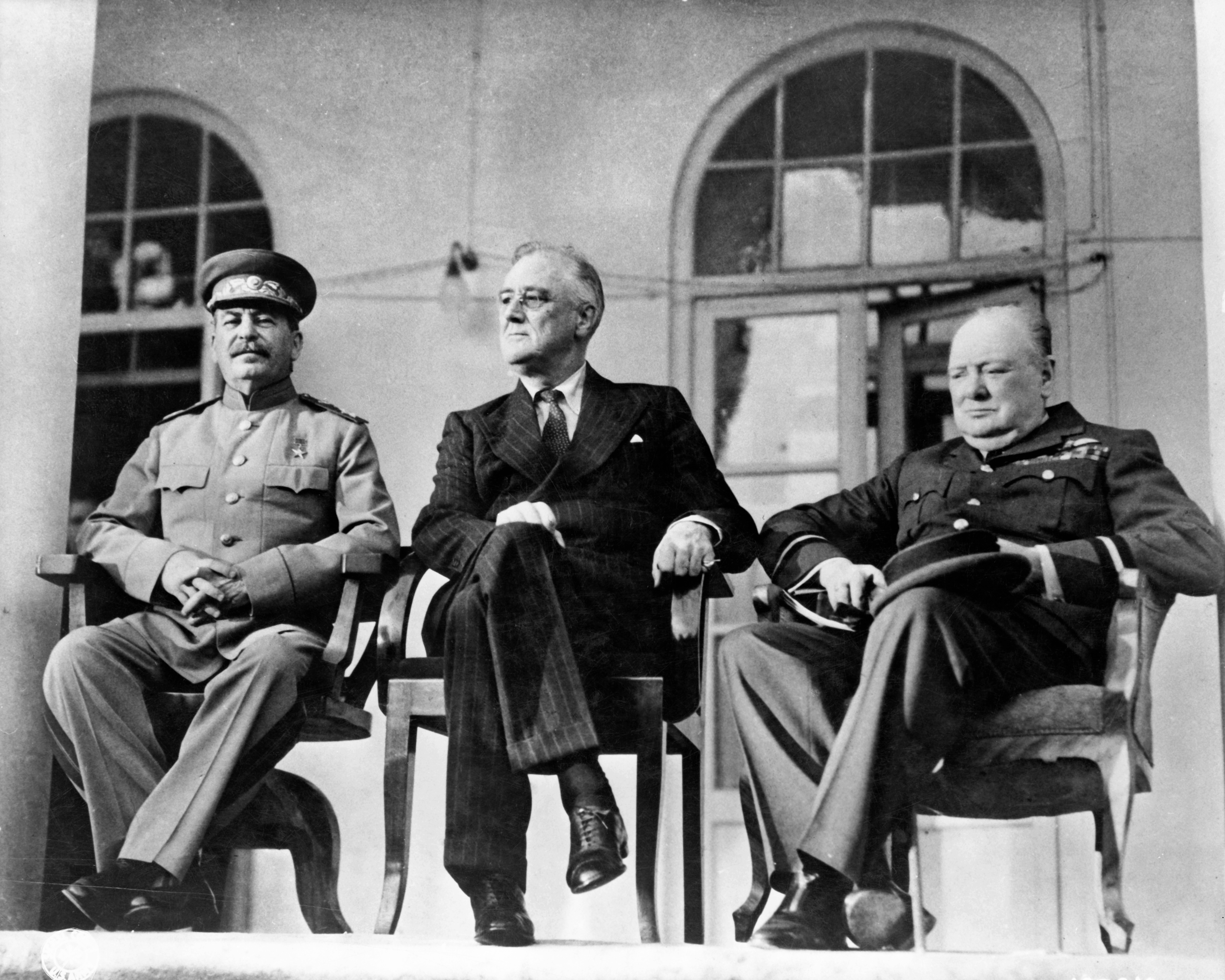
Os líderes aliados do teatro europeu: Josef Stalin, Franklin D. Roosevelt e Winston Churchill, reunidos na Conferência de Teerã em 1943.

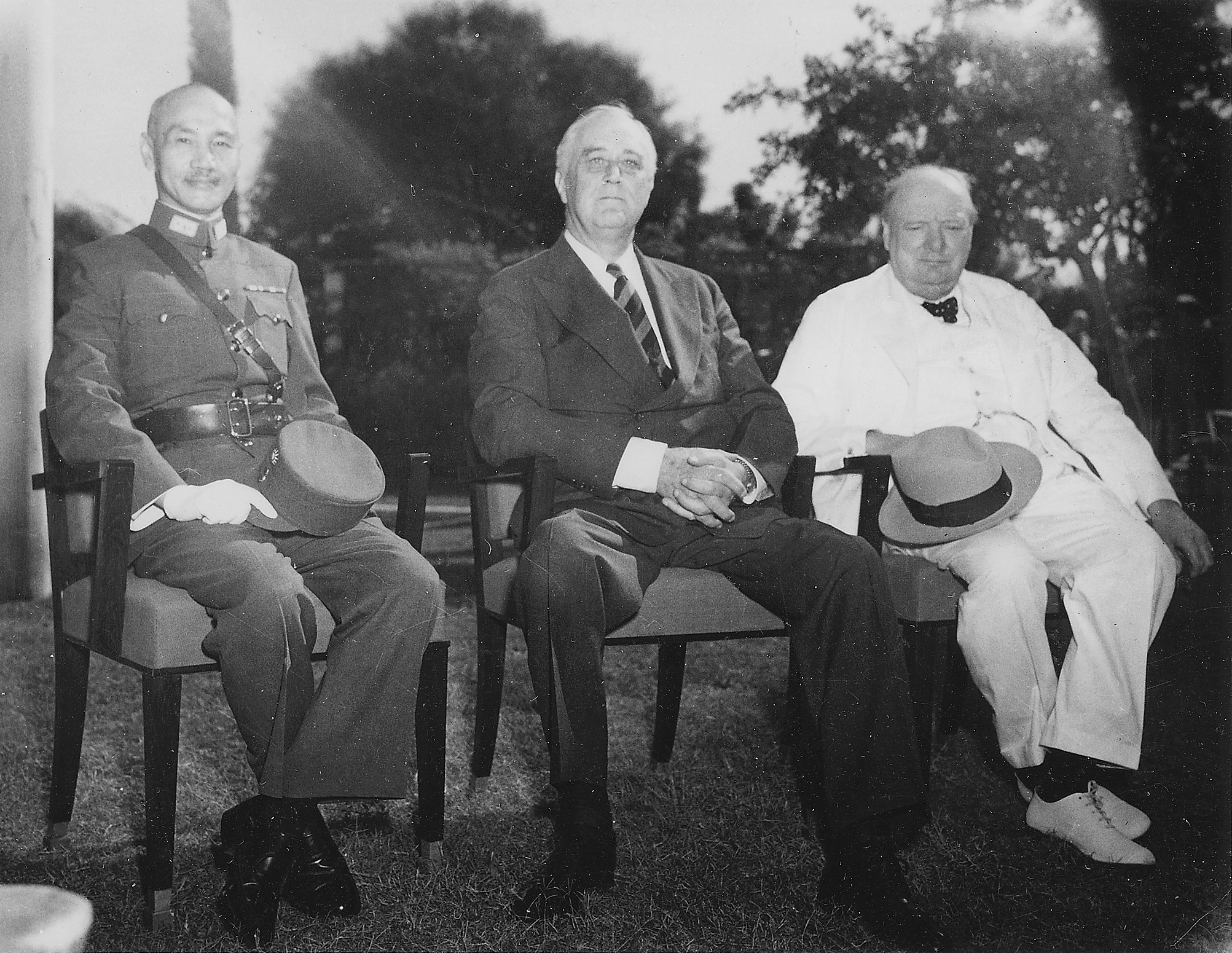
Os líderes aliados do teatro asiático e do Pacífico: generalíssimo Chiang Kai-shek, Franklin D. Roosevelt e Winston Churchill, reunidos na Conferência do Cairo em 1943.

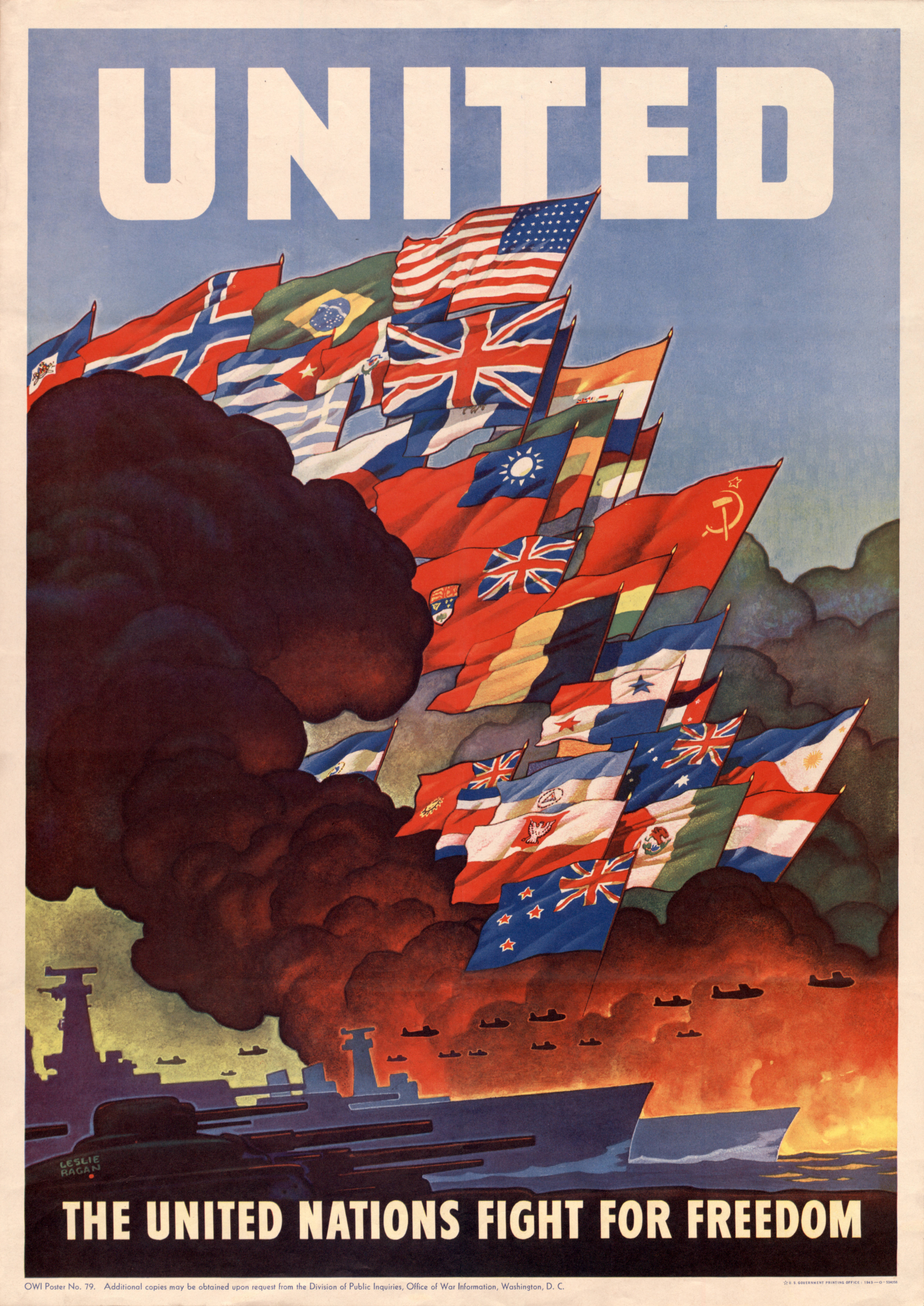
Cartaz de guerra das Nações Unidas de 1943 mostrando as bandeiras de muitos membros dos Aliados, incluindo os "Quatro Grandes".

Os Aliados da Segunda Guerra Mundial, chamados de "Nações Unidas" a partir da declaração de 1 de janeiro de 1942, foram os países que se opuseram às Potências do Eixo durante a Segunda Guerra Mundial. Os Aliados promoveram a aliança militar como um meio de controlar a agressão totalitária da Alemanha, Itália e Japão.
No início da guerra, em 1 de setembro de 1939, os Aliados consistiam na França, Polônia e no Reino Unido, bem como em seus estados dependentes, como a Índia britânica. Em poucos dias, se juntaram os Domínios independentes da Comunidade Britânica: Austrália, Canadá, Nova Zelândia e África do Sul. Após o início da invasão alemã da Bélgica até a Campanha dos Balcãs, Países Baixos, Bélgica, Grécia e Iugoslávia se juntaram aos Aliados. Depois de ter cooperado com a Alemanha Nazista na invasão da Polônia, enquanto permanecia neutra no conflito do Eixo contra os Aliados, a União Soviética se juntou aos Aliados em junho de 1941, depois de ter sido invadida pela Alemanha. Os Estados Unidos forneceram material de guerra e dinheiro o tempo todo, e se juntaram oficialmente em dezembro de 1941 após o ataque japonês a Pearl Harbor. A China já havia estado em uma prolongada guerra com o Japão desde o Incidente da Ponte Marco Polo de 1937, mas se juntou oficialmente aos Aliados em 1941.
A aliança foi formalizada pela Declaração das Nações Unidas, de 1 de janeiro de 1942. No entanto, o nome "Nações Unidas" raramente foi usado para descrever os Aliados durante a guerra. Os líderes das "Três Grandes" a União Soviética, Reino Unido e os Estados Unidos controlavam a estratégia aliada; as relações entre o Reino Unido e os Estados Unidos eram especialmente próximas. Os Três Grandes, junto com a China, foram referidos como uma "tutela dos poderosos", e então reconhecidos como os "Quatro Grandes" Aliados na Declaração das Nações Unidas e mais tarde como os "Quatro Policiais" das Nações Unidas. Após o fim da guerra, as nações aliadas se tornaram a base da Organização das Nações Unidas.

## Origens e criação
As origens das potências aliadas decorrem dos Aliados da Primeira Guerra Mundial e da cooperação das potências vitoriosas na Conferência de Paz de Paris, em 1919. O Império Alemão se ressentiu de assinar o Tratado de Versalhes. A legitimidade da nova República de Weimar ficou abalada. No entanto, a década de 1920 foi pacífica.
Com a queda de Wall Street em 1929 e a consequente Grande Depressão, a instabilidade política na Europa aumentou, incluindo a ascensão do apoio aos nacionalistas revanchistas na Alemanha Nazista, que culpou a severidade da crise econômica no Tratado de Versalhes. No início da década de 1930, o Partido Nazista liderado por Adolf Hitler se tornou o movimento revanchista dominante na Alemanha, e Hitler e os nazistas conquistaram o poder em 1933. O regime nazista exigiu o cancelamento imediato do Tratado de Versalhes e reivindicou a Áustria, povoada por alemães e territórios da Checoslováquia povoados por alemães. A probabilidade de guerra era alta, e a questão era se isso poderia ser evitado por meio de estratégias como o apaziguamento.
Na Ásia, quando o Japão se apoderou da Manchúria em 1931, a Liga das Nações condenou-a por agressão contra a China. O Japão respondeu deixando a Liga das Nações em março de 1933. Após quatro anos calmos, a Segunda Guerra Sino-Japonesa eclodiu em 1937 com as forças japonesas invadindo a China. A Liga das Nações condenou as ações do Japão e iniciou sanções ao Japão. Os Estados Unidos, em particular, ficaram irritados com o Japão e procuraram apoiar a China.

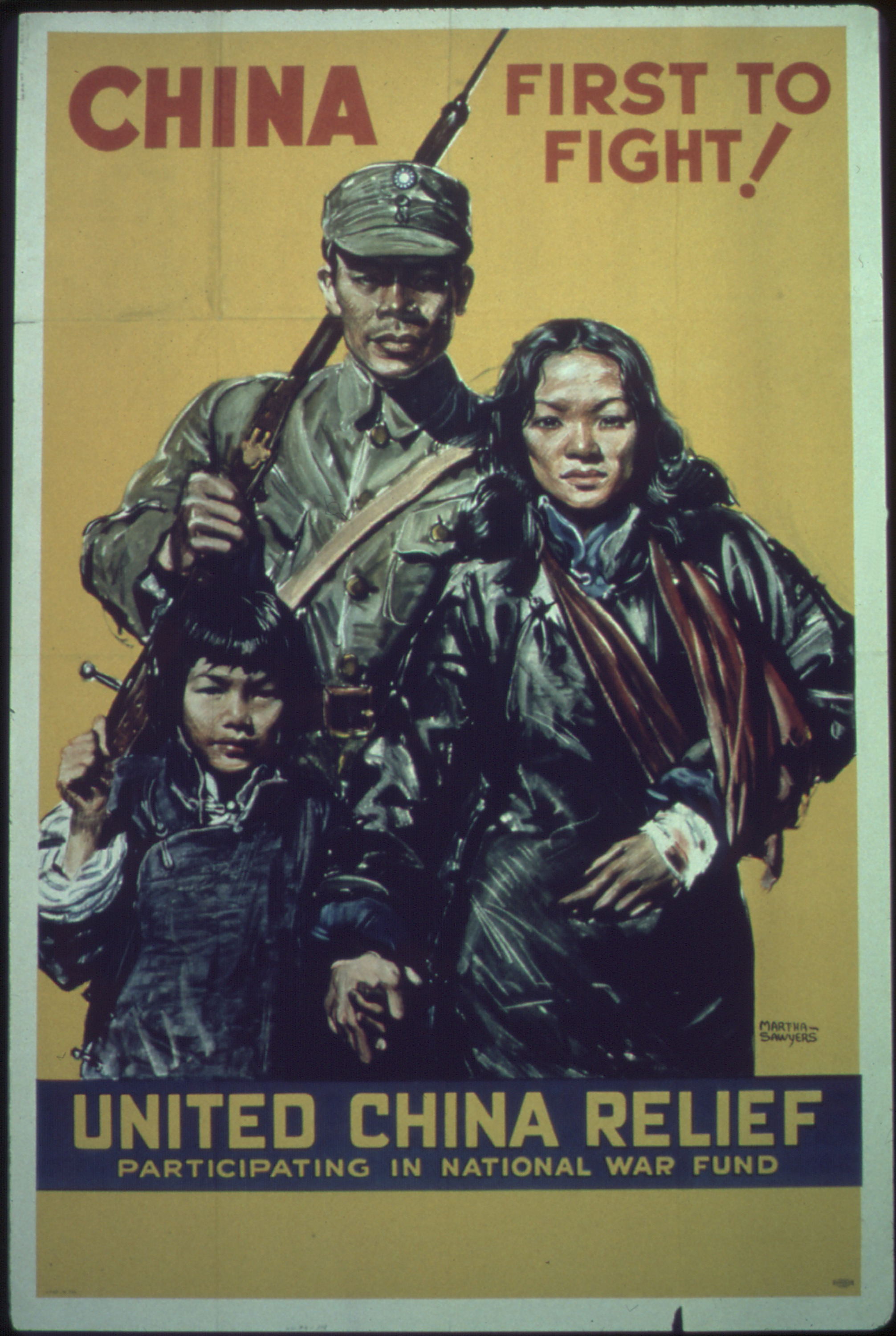
Cartaz americano promovendo ajuda à China na Segunda Guerra Sino-Japonesa (Teatro do Pacífico).

Em março de 1939, a Alemanha ocupou a Checoslováquia, violando o Acordo de Munique assinado seis meses antes, e demonstrando que a política de apaziguamento era um fracasso. A Grã-Bretanha e a França decidiram que Hitler não tinha intenção de manter acordos diplomáticos e respondeu se preparando para a guerra. Em 31 de março de 1939, a Grã-Bretanha formou a aliança militar Anglo-Polonesa, em um esforço para evitar um ataque alemão ao país. Além disso, os franceses mantinham uma aliança de longa data com a Polônia desde 1921. A União Soviética buscou uma aliança com as potências ocidentais, mas Hitler acabou com o risco de uma guerra com Stalin ao assinar o pacto de não-agressão Alemão-Soviético em agosto de 1939. O acordo dividia secretamente as nações independentes da Europa Oriental entre as duas potências e assegurava suprimentos de petróleo adequados para a máquina de guerra alemã. Em 1 de setembro de 1939, a Alemanha invadiu a Polônia; dois dias depois, a Grã-Bretanha e a França declararam guerra à Alemanha. Então, em 17 de setembro de 1939, a União Soviética invadiu a Polônia pelo leste. Um governo polonês no exílio foi estabelecido e continuou a ser um dos Aliados, um modelo seguido por outros países ocupados. Depois de um inverno calmo, a Alemanha em abril de 1940 invadiu e rapidamente derrotou a Dinamarca, Noruega, Bélgica, Países Baixos e a França. A Grã-Bretanha e seu Império ficaram sozinhos contra Hitler e Mussolini. Em junho de 1941, Hitler quebrou o acordo de não-agressão com Stalin e a Alemanha invadiu a União Soviética. Em dezembro, o Japão atacou os Estados Unidos e a Grã-Bretanha. As principais linhas da Segunda Guerra Mundial haviam se formado.

## Principais combatentes
Em dezembro de 1941, o presidente dos Estados Unidos, Franklin D. Roosevelt, inventou o nome "Nações Unidas" para os Aliados e o propôs ao primeiro-ministro britânico, Winston Churchill. Ele se referiu às Três Grandes e à China como uma "tutela dos poderosos" e, mais tarde, aos "Quatro Policiais". A Declaração das Nações Unidas de 1 de janeiro de 1942 foi a base da moderna Organização das Nações Unidas (ONU). Na Conferência de Potsdam de julho-agosto de 1945, o sucessor de Roosevelt, Harry S. Truman, propôs que os ministros das relações exteriores da China, França, União Soviética, Reino Unido e Estados Unidos "redigissem os tratados de paz e acordos de fronteira da Europa", o que levou à criação do Conselho de Ministros dos Negócios Estrangeiros dos "Cinco Grandes" e, logo a seguir, ao estabelecimento desses estados como membros permanentes do Conselho de Segurança das Nações Unidas.

### Reino Unido

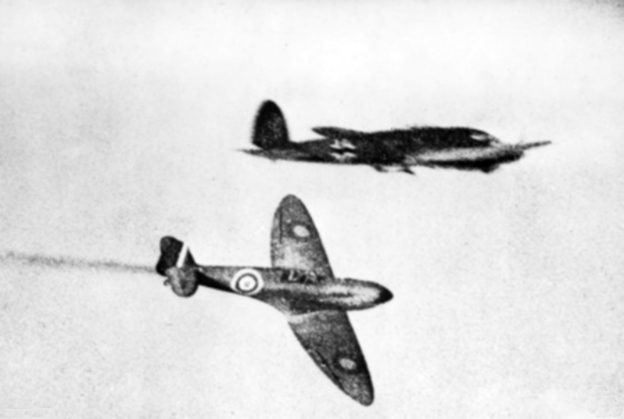
Aviões de caça britânicos Supermarine Spitfire (embaixo) passando por um avião bombardeiro alemão Heinkel He 111 (em cima) durante a Batalha da Grã-Bretanha (1940).

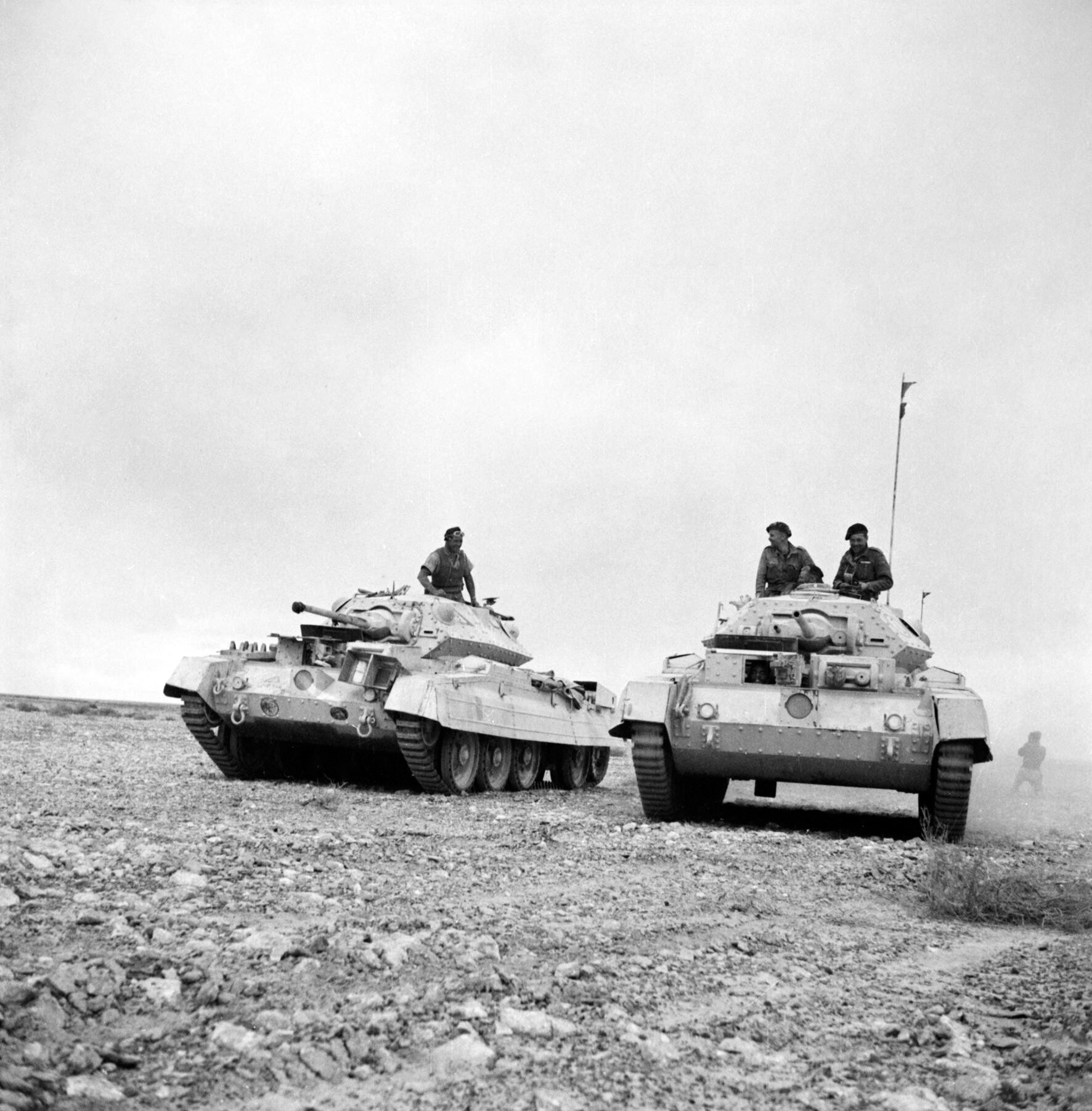
Tanques britânicos Crusader durante a Campanha Norte-Africana.

Porta-aviões britânico HMS Ark Royal sob ataque de aviões italianos durante a Batalha de Cape Spartivento em 27 de novembro de 1940.

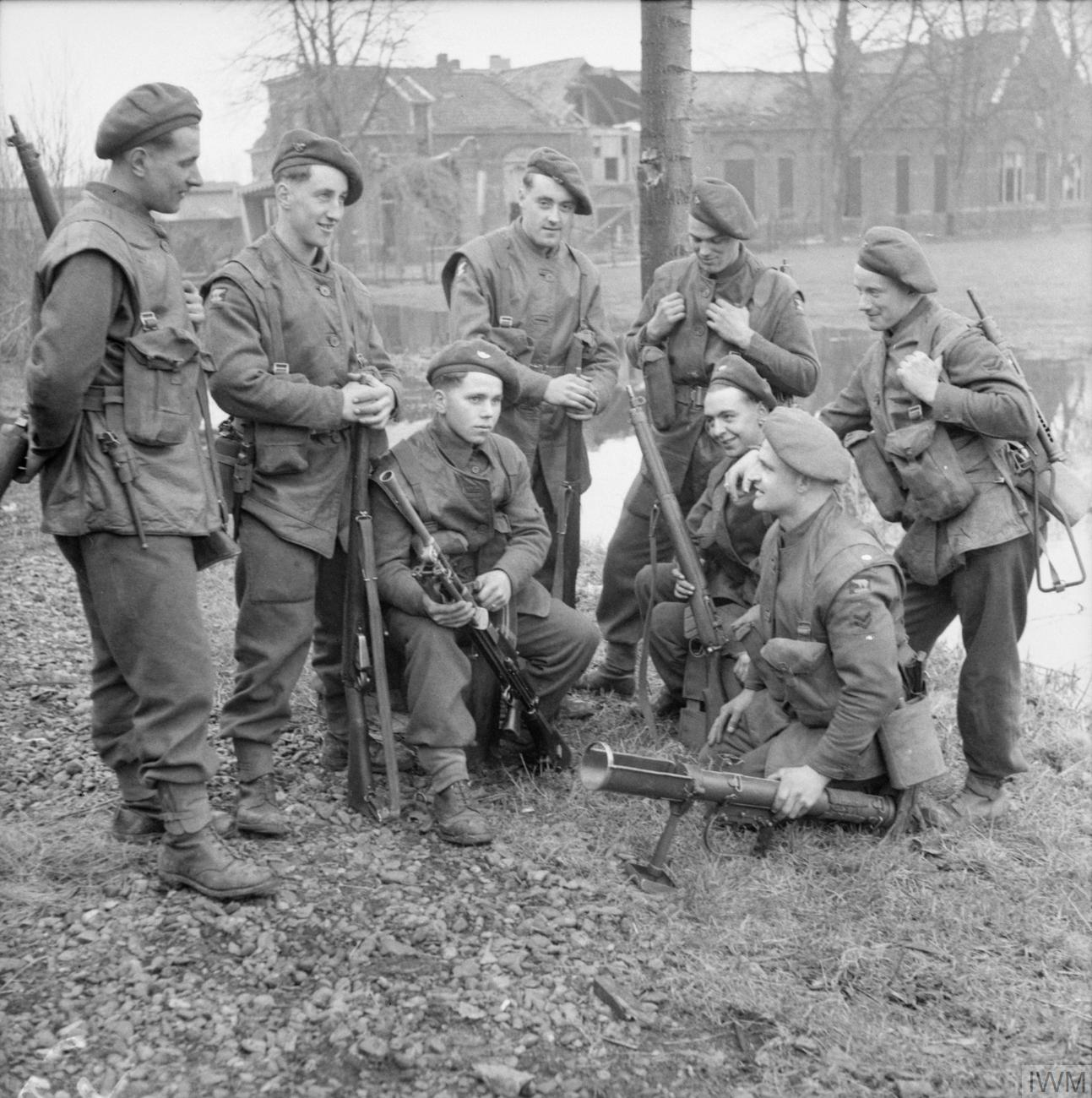
Soldados britânicos da Infantaria Leve de King's Own Yorkshire em Elst, Países Baixos, em 2 de março de 1945.

#### Guerra declarada
A Grã-Bretanha e outros membros da Commonwealth, mais conhecidos como os Domínios, declararam guerra à Alemanha Nazista separadamente a partir de 3 de setembro de 1939, com o Reino Unido em primeiro lugar, todos dentro de uma semana um do outro; esses países foram o Canadá, Austrália, Nova Zelândia, Índia e a África do Sul.

##### Colônias e dependências

###### Na África
A África Ocidental Britânica e as colônias britânicas na África Oriental e Meridional participaram, principalmente nas frentes do norte e leste da África e do Oriente Médio. Duas divisões da África Ocidental e Oriental serviram na Campanha da Birmânia.
A Rodésia do Sul era uma colônia autogovernada, tendo recebido o governo responsável em 1923. Não foi um domínio soberano. Ela se governou internamente e controlou suas próprias forças armadas, mas não tinha autonomia diplomática e, portanto, estava oficialmente em guerra assim que a Grã-Bretanha estivesse em guerra. O governo colonial da Rodésia do Sul emitiu uma declaração simbólica de guerra no dia 3 de setembro de 1939, que não fazia diferença diplomática, mas precedia as declarações de guerra feitas por todos os outros domínios e colônias britânicas.

###### Nas Américas
Estes incluíram: as Índias Ocidentais Britânicas, Honduras Britânicas, Guiana Britânica e as Ilhas Malvinas. Terra Nova foi governada como uma colônia real em 1933-1949, dirigida por um governador nomeado por Londres, que tomou as decisões sobre Terra Nova.

###### Na Ásia
A Índia britânica incluía as áreas da Índia, Bangladesh, Paquistão e (até 1937) Birmânia/Myanmar, que mais tarde se tornaram colônias separadas.
A Malaia Britânica cobre as áreas da Malásia Peninsular e Singapura, enquanto o Bornéu Britânico cobre a área de Brunei, incluindo Sabá e Sarauaque, da Malásia.
Territórios controlados pelo Escritório Colonial, ou seja, as Colônia da coroa, eram controladas politicamente pelo Reino Unido e, portanto, também entraram em hostilidades com a declaração de guerra da Grã-Bretanha. No início da Segunda Guerra Mundial, o Exército da Índia Britânica totalizou 205 mil homens. Mais tarde, durante a Segunda Guerra Mundial, o Exército indiano se tornou a maior força de voluntários da história, chegando a mais de 2,5 milhões de homens. Essas forças incluíam tanques, artilharia e forças aéreas. Soldados indianos ganharam 30 condecorações da Cruz Vitória durante a Segunda Guerra Mundial. Eles sofreram 87 mil baixas militares (mais do que qualquer outra colônia da Coroa, mas menos que o Reino Unido). O Reino Unido sofreu 382 mil baixas militares.
Protetorados incluídos: O Kuwait era um protetorado do Reino Unido formalmente estabelecido em 1920. Os Estados Truciais eram protetorados no Golfo Pérsico.
A Palestina era uma dependência do mandato criada nos acordos de paz após a Primeira Guerra Mundial, do antigo território do Império Otomano, no Iraque.

###### Na Europa
O Regimento de Chipre foi formado pelo governo britânico durante a Segunda Guerra Mundial e fez parte da estrutura do Exército Britânico. Foram principalmente os voluntários cipriotas gregos e os habitantes cipriotas de Chipre que falavam turco, mas também incluíam outras nacionalidades da Commonwealth. Numa breve visita ao Chipre em 1943, Winston Churchill elogiou os "soldados do Regimento de Chipre que serviram honrosamente em muitas batalhas da Líbia a Dunquerque". Cerca de 30 mil cipriotas serviram no regimento de Chipre. O regimento esteve envolvido em ação desde o início e serviu em Dunquerque, na Campanha Grega (Batalha da Grécia). Cerca de 600 soldados foram capturados em Calamata em 1941, no Norte da África (Operação Compasso), na França, no Oriente Médio e na Itália. Muitos soldados foram feitos prisioneiros especialmente no início da guerra e foram presos em vários campos de prisioneiros de guerra (Stalag), incluindo Lamsdorf (Stalag VIII-B), Stalag IV-C em Wistritz bei Teplitz e Stalag IV-B perto de Most na República Tcheca. Os soldados capturados em Calamata foram transportados de trem para campos de prisioneiros de guerra.

### China
Na década de 1920, a União Soviética prestou assistência militar ao Kuomintang ou aos nacionalistas e ajudou a reorganizar seu partido ao longo de linhas leninistas: uma unificação de partido, estado e exército. Em troca, os nacionalistas concordaram em permitir que membros do Partido Comunista Chinês se juntassem aos nacionalistas individualmente. No entanto, após a unificação nominal da China no final da Expedição do Norte em 1928, o generalíssimo Chiang Kai-shek expurgou os esquerdistas de seu partido e lutou contra o revoltante Partido Comunista Chinês, ex-chefes militares e outras facções militaristas. Uma China fragmentada forneceu oportunidades fáceis para o Japão conquistar territórios, peça por peça sem se engajar na guerra total. Após o Incidente de Mukden em 1931, o estado fantoche de Manchukuo foi estabelecido. Durante todo o início até meados da década de 1930, as campanhas anticomunistas e antimilitaristas de Chiang continuaram enquanto ele lutava em conflitos pequenos e incessantes contra o Japão, geralmente seguidos por assentamentos e concessões desfavoráveis depois de derrotas militares.
Em 1936, Chiang foi forçado a cessar suas campanhas militares anticomunistas após seu sequestro e libertação por Zhang Xueliang, e relutantemente formou uma aliança nominal com os comunistas, enquanto os comunistas concordaram em lutar sob o comando nominal dos nacionalistas contra os japoneses. Após o Incidente da Ponte Marco Polo, em 7 de julho de 1937, entre a China e o Japão se envolveram em uma guerra em grande escala. A União Soviética, desejando manter a China na luta contra o Japão, forneceu assistência militar à China até 1941, quando assinou um pacto de não agressão com o Japão. Confrontos contínuos entre os comunistas e nacionalistas por trás das linhas inimigas acumuladas em um grande conflito militar entre esses dois ex-aliados que efetivamente encerraram a cooperação contra os japoneses, e a China foi dividida entre a China Nacionalista internacionalmente reconhecida sob a liderança do Generalíssimo Chiang Kai-shek e a China Comunista, sob a liderança de Mao Tsé-Tung, até que os japoneses se renderam em 1945.

#### Facções

##### Nacionalistas

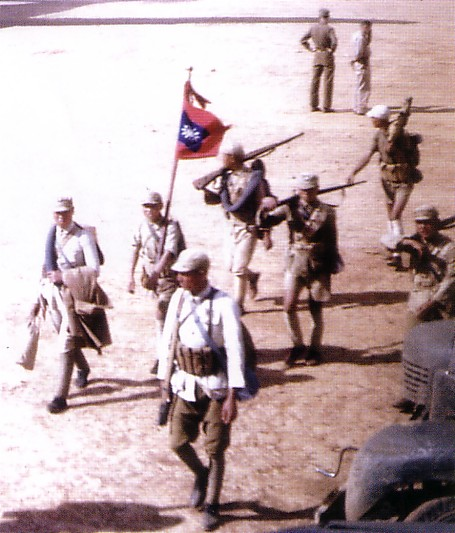
Soldados do Exército Revolucionário Nacional associados à China Nacionalista, durante a Segunda Guerra Sino-Japonesa.

Antes da aliança da Alemanha Nazista, Itália e do Japão, o Governo Nacionalista mantinha relações estreitas com a Alemanha e a Itália. No início dos anos 1930, a cooperação sino-alemã entre o Governo Nacionalista e a Alemanha em assuntos militares e industriais. A Alemanha forneceu a maior proporção de importações chinesas de armas e conhecimentos técnicos. As relações entre o Governo Nacionalista e a Itália durante a década de 1930 variaram, porém mesmo depois que o Governo Nacionalista seguiu as sanções da Liga das Nações contra a Itália pela invasão da Etiópia, as sanções internacionais não tiveram sucesso e as relações entre o governo fascista na Itália e o Governo Nacionalista na China voltou ao normal pouco depois. Até 1936, Mussolini havia fornecido aos nacionalistas missões aéreas e navais para ajudar os nacionalistas a combater incursões japonesas e insurgentes comunistas. A Itália também manteve fortes interesses comerciais e uma forte posição comercial na China apoiada pela Concessão italiana de Tientsin. No entanto, depois de 1936 a relação entre o Governo Nacionalista e a Itália mudou devido a uma proposta diplomática japonesa de reconhecer o Império Italiano que incluía a Etiópia ocupada em troca do reconhecimento italiano de Manchukuo, o ministro das Relações Exteriores italiano Galeazzo Ciano aceitou a oferta do Japão, em 23 de outubro de 1936, o Japão reconheceu o Império Italiano e a Itália reconheceu Manchukuo, além de discutir o aumento das ligações comerciais entre a Itália e o Japão.
O Governo Nacionalista mantinha relações estreitas com os Estados Unidos. Os Estados Unidos se opuseram à invasão da China pelo Japão em 1937, que considerou uma violação ilegal da soberania da China, e ofereceram assistência diplomática, econômica e militar ao Governo Nacionalista durante sua guerra contra o Japão. Em particular, os Estados Unidos tentaram deter completamente o esforço de guerra japonês ao impor um embargo total a todo o comércio entre os Estados Unidos e o Japão. O Japão dependia dos Estados Unidos para 80% de seu petróleo, resultando em uma crise econômica e militar para o Japão que não poderia continuar seu esforço de guerra com a China sem acesso ao petróleo. Em novembro de 1940, um piloto militar americano Claire Lee Chennault, após observar a terrível situação na guerra aérea entre a China e o Japão, decidiu organizar um grupo de pilotos de caça americanos para lutar ao lado dos chineses contra o Japão, conhecidos como os Tigres Voadores. O presidente dos Estados Unidos, Franklin D. Roosevelt, aceitou despachá-los para a China no início de 1941. No entanto, eles só se tornaram operacionais logo após o ataque a Pearl Harbor.
A União Soviética reconheceu a República da China, mas pediu reconciliação com o Partido Comunista da China e inclusão de comunistas no governo. A União Soviética também pediu cooperação militar entre a China Nacionalista e a China Comunista durante a guerra.
Apesar de a China ter lutado com as potências aliadas, ela só se juntou oficialmente aos Aliados após o ataque a Pearl Harbor, em 7 de dezembro de 1941. A China lutou contra o Império Japonês antes de se juntar aos Aliados na Guerra do Pacífico. O generalíssimo Chiang Kai-shek achava que a vitória dos Aliados estava garantida com a entrada dos Estados Unidos na guerra e declarou guerra à Alemanha e às outras potências do Eixo. No entanto, a ajuda aliada permaneceu baixa porque a Estrada da Birmânia estava fechada e os Aliados sofreram uma série de derrotas militares contra o Japão no início da campanha. O general Sun Li-jen liderou forças do R.O.C. para o alívio de 7 mil tropas britânicas presas pelos japoneses na Batalha de Yenangyaung. Ele então reconquistou o norte da Birmânia e restabeleceu a rota terrestre para a China pela Estrada de Ledo. Mas a maior parte da ajuda militar não chegou até a primavera de 1945. Mais de 1,5 milhão de soldados japoneses ficaram presos no Teatro da China, tropas que poderiam ter sido desdobradas em outro lugar se a China tivesse entrado em colapso e feito uma paz separada.

##### Comunistas

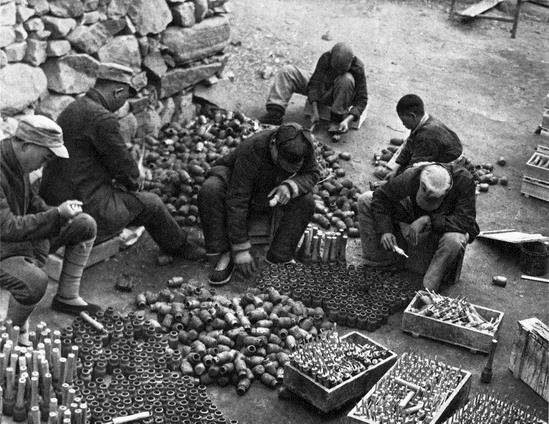
Soldados do Primeiro Exército dos Trabalhadores e Camponeses, associados à China Comunista, durante a Guerra Sino-Japonesa.

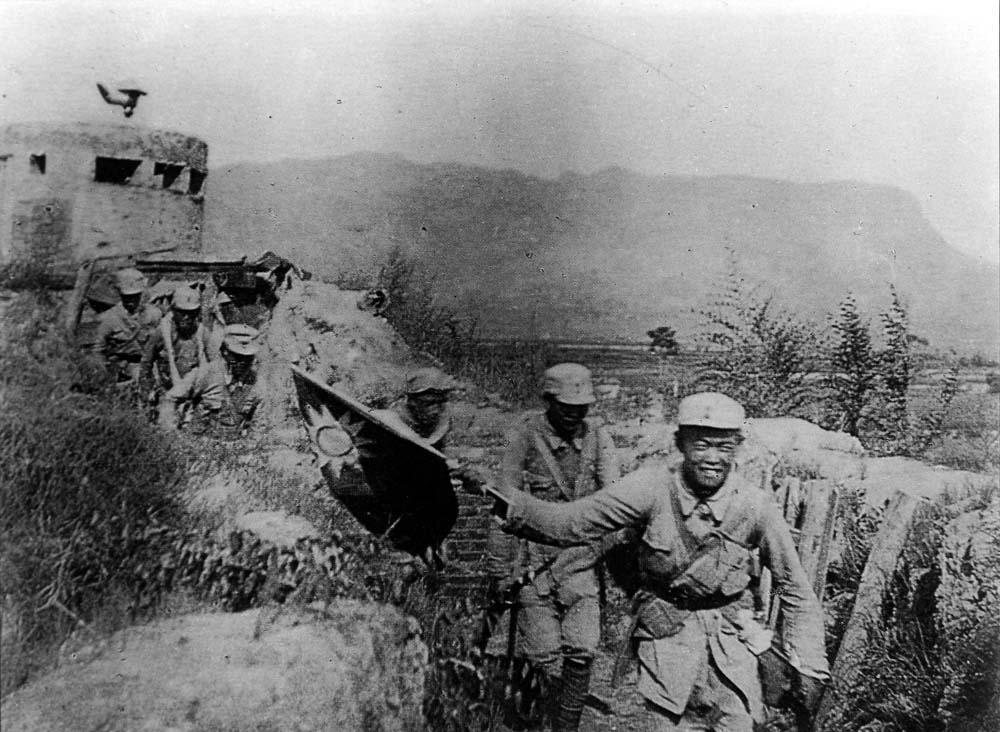
Vitoriosos soldados da China Comunista segurando a bandeira da República da China durante a Ofensiva dos Cem Regimentos.

A China Comunista tinha sido tacitamente apoiada pela União Soviética desde os anos 1920, embora a União Soviética reconhecesse diplomaticamente a República da China, Josef Stalin apoiou a cooperação entre os nacionalistas e os comunistas inclusive pressionando o Governo Nacionalista a conceder aos comunistas posições estaduais e militares no governo. Isso foi continuado até a década de 1930, que seguiu a política de subversão da União Soviética de frentes populares para aumentar a influência dos comunistas nos governos. A União Soviética pediu cooperação militar entre a China Comunista e a China Nacionalista durante a guerra da China contra o Japão. Inicialmente, Mao Tsé-Tung aceitou as exigências da União Soviética e em 1938 reconheceu Chiang Kai-shek como o "líder" do "povo chinês". Por sua vez, a União Soviética aceitou a tática de Mao de "guerra de guerrilha contínua" no campo, que envolvia o objetivo de ampliar as bases comunistas, mesmo que isso resultasse em maiores tensões com os nacionalistas.
Após o colapso de sua cooperação com os nacionalistas em 1941, os comunistas prosperaram e cresceram enquanto a guerra contra o Japão se arrastava, aumentando sua esfera de influência onde quer que fossem apresentadas oportunidades, principalmente através de organizações rurais de massa, medidas administrativas, fundiárias e de reforma tributária que favorecem os camponeses pobres; enquanto os nacionalistas tentaram neutralizar a propagação da influência comunista pelo bloqueio militar e ao mesmo tempo combatendo os japoneses.
A posição do Partido Comunista na China foi impulsionada ainda mais pela invasão soviética da Manchúria em agosto de 1945 contra o estado fantoche japonês de Manchukuo e o Exército de Guangdong japonês na China e na Manchúria. Após a intervenção da União Soviética contra o Japão na Segunda Guerra Mundial, em 1945, Mao Tsé-Tung, em abril e maio de 1945, planejava mobilizar entre 150 000 e 250 000 soldados de toda a China para trabalhar com as forças da União Soviética na captura da Manchúria.

### França

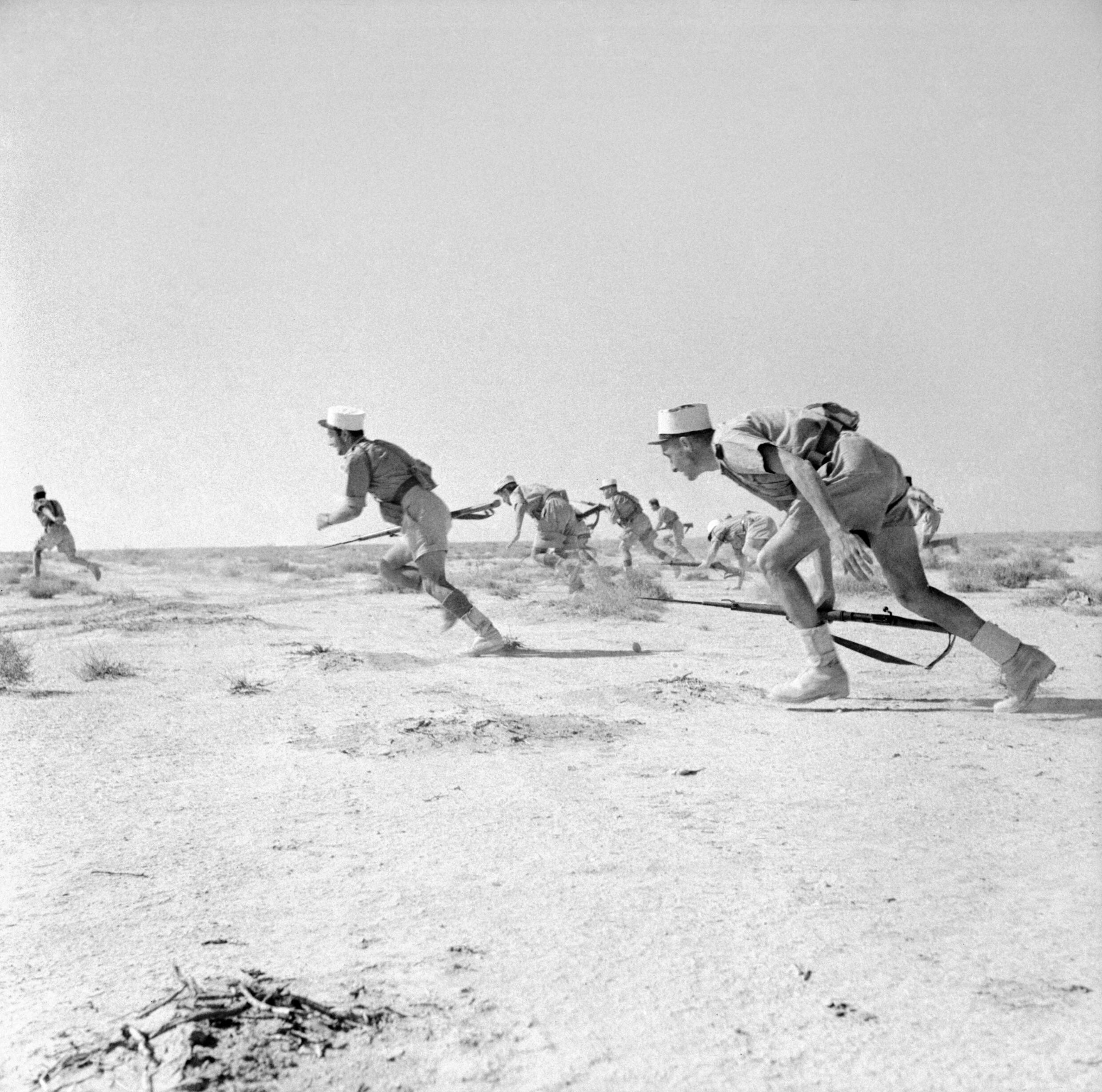
Forças da França Livre na Batalha de Bir Hakeim em 1942.

#### Guerra declarada

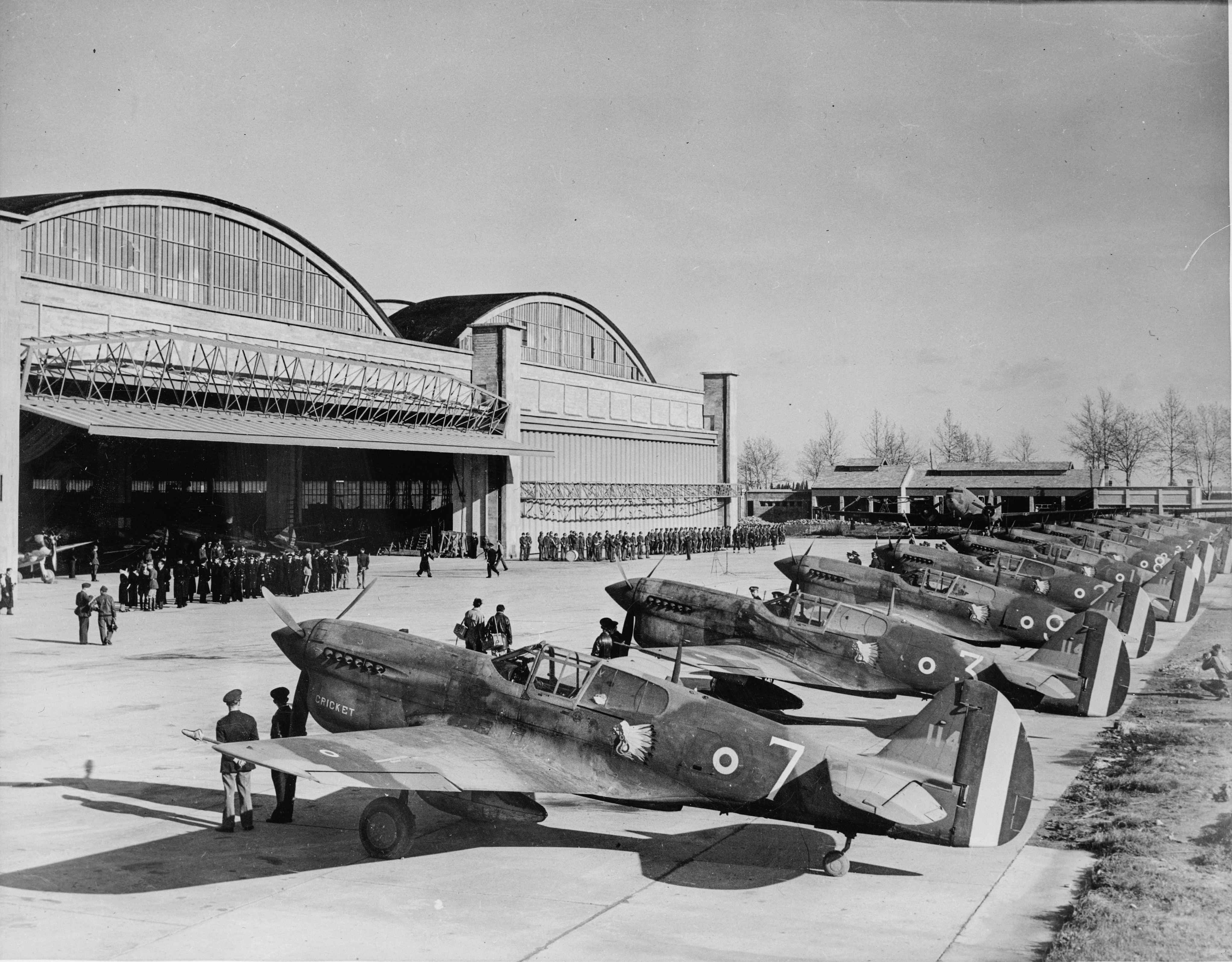
Forças Aéreas da França Livre GC II/5 "LaFayette" recebendo Curtiss P-40 da USAAF em Casablanca, Marrocos.

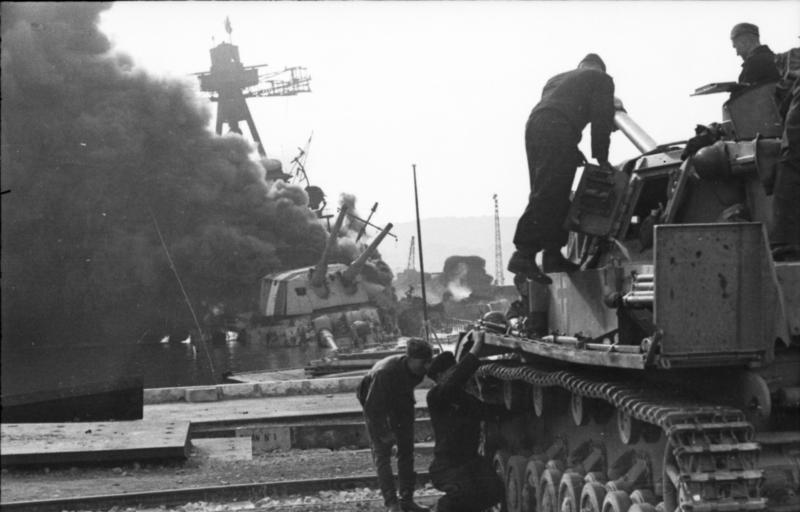
A frota francesa foi afundada de proposito em vez de cair nas mãos do Eixo após a invasão da França de Vichy em 11 de novembro de 1942.

Depois que a Alemanha Nazista invadiu a Polônia, a França declarou guerra à Alemanha em 3 de setembro de 1939. Em janeiro de 1940, o primeiro-ministro francês, Édouard Daladier, fez um importante discurso denunciando as ações da Alemanha:
No final dos cinco meses de guerra, uma coisa se tornou- cada vez mais clara. É a Alemanha que procura estabelecer uma dominação do mundo completamente diferente de qualquer outro conhecido na história do mundo.

A dominação em que os nazistas visam não se limita ao deslocamento do equilíbrio de poder e à imposição da supremacia de uma nação. Ele busca a destruição sistemática e total daqueles conquistados por Hitler e não faz um tratado com as nações que subjugou. Ele os destrói. Ele tira toda a sua existência política e econômica e procura até mesmo privá-los de sua história e cultura. Ele deseja apenas considerá-los como um espaço vital e um território vago sobre o qual ele tem todo o direito.

Os seres humanos que constituem essas nações são para ele apenas gado. Ele ordena seu massacre ou migração. Ele os compele a dar lugar a seus conquistadores. Ele nem se dá ao trabalho de impor qualquer tributo de guerra a eles. Ele apenas toma toda a sua riqueza e, para evitar qualquer revolta, ele busca cientificamente a degradação física e moral daqueles cuja independência ele tirou.
A França experimentou várias fases importantes de ação durante a Segunda Guerra Mundial:
- A "Guerra de Mentira" de 1939-1940, também chamada de drôle de guerre na França, dziwna wojna na Polônia (ambos significando "Guerra Estranha"), ou "Sitzkrieg" ("Guerra Secreta") na Alemanha.
- A Batalha da França em maio-junho de 1940, que resultou na derrota dos Aliados, a queda da Terceira República Francesa, a ocupação alemã do norte e oeste da França, e a criação da França de Vichy, que recebeu reconhecimento diplomático do Eixo e dos países mais neutros, incluindo os Estados Unidos.[19]
- O período de resistência contra a ocupação e a luta franco-francesa pelo controle das colônias entre o regime de Vichy e a França Livre, que continuou a luta do lado dos Aliados após o Apelo de 18 de junho pelo general Charles de Gaulle, reconhecido pelo Reino Unido como governo francês no exílio. Ela culminou nos desembarques Aliados no norte da África em 11 de novembro de 1942, quando Vichy deixou de existir como uma entidade independente após ter sido invadida tanto pelo Eixo e pelos Aliados simultaneamente, sendo depois apenas o governo nominal responsável durante a ocupação da França. As forças de Vichy no norte da África francesa mudaram de lealdade e se fundiram com a França Livre para participar das campanhas da Tunísia, da Itália e da invasão da Córsega em 1943-4944.
- A libertação da França continental começando com o Dia-D em 6 de junho de 1944 e a Operação Overlord, e depois com Operação Dragão em 15 de agosto de 1944, levando à Libertação de Paris em 25 de agosto de 1944 pela 2.ª Divisão Blindada da França Livre e a instalação do Governo Provisório da República da França na capital recém libertada.
- Participação do reestabelecido 1.º Exército provisório da República Francesa no Avanço Aliado de Paris para o Reno e à Invasão dos Aliados Ocidentais da Alemanha até o Dia da Vitória na Europa em 8 de maio de 1945.

#### Colônias e dependências

##### Na África
Na África, incluíam: África Ocidental Francesa, África Equatorial Francesa, os mandatos da Liga das Nações dos Camarões Franceses, Togolândia Francesa, Madagáscar Francês, Somalilândia Francesa e os Protetorados da Tunísia Francesa e do Marrocos Francês.
A Argélia Francesa não era então uma colônia ou dependência, mas uma parte completa da França Metropolitana.

##### Na Ásia e na Oceania

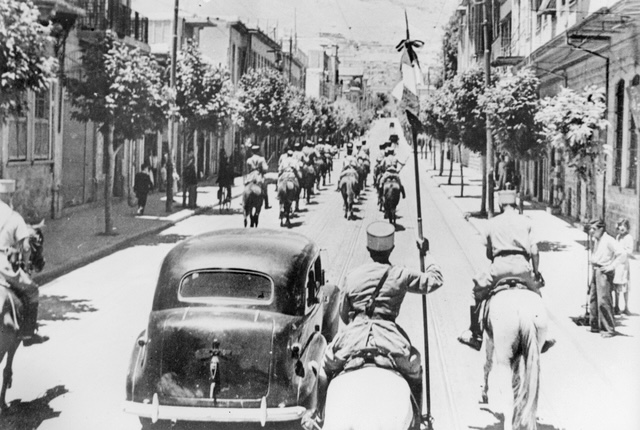
A queda de Damasco para os Aliados, no final de junho de 1941. Um carro com comandantes franceses livres, o general Georges Catroux e o general Paul Legentilhomme, entram na cidade, escoltados pela cavalaria circassiana francesa (Gardes Tcherkess).

Na Ásia e na Oceania, incluíam: Polinésia Francesa, Wallis e Futuna, Nova Caledônia, Novas Hébridas, Indochina Francesa, Índia Francesa, os mandatos do Grande Líbano e da Síria Francesa. O governo francês em 1936 tentou conceder independência ao seu mandato da Síria no Tratado de Independência Franco-Sírio de 1936, assinado pela França e a Síria. No entanto, a resistência ao tratado cresceu na França e o tratado não foi ratificado. A Síria havia se tornado uma república oficial em 1930 e era em grande parte autogovernada. Em 1941, uma invasão liderada pelos britânicos, apoiada pelas forças francesas livres, expulsou as forças francesas de Vichy na Operação Exporter.

##### Nas Américas
Nas Américas, incluem: Martinica, Guadalupe, Guiana Francesa e Saint-Pierre e Miquelon.

### União Soviética

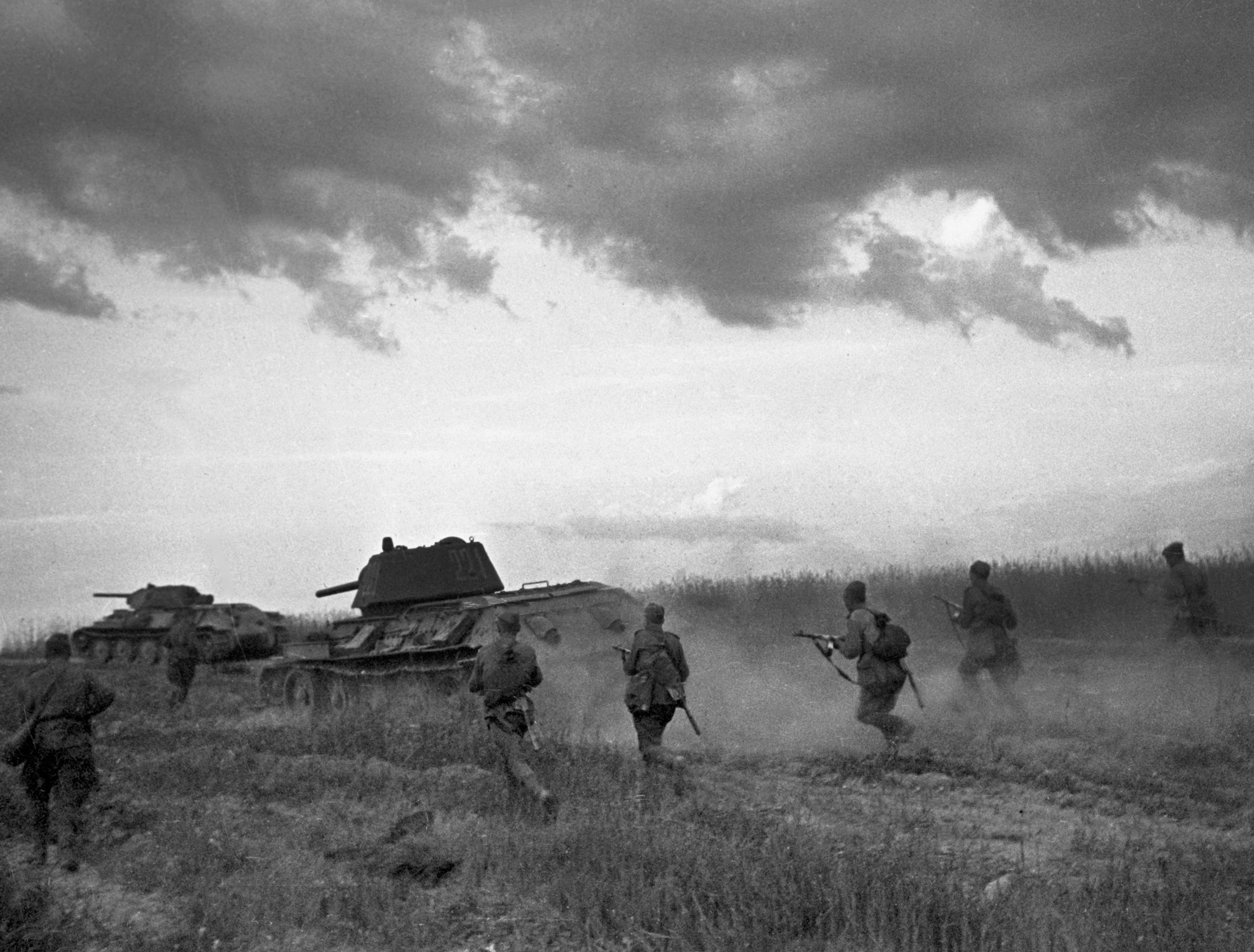
Soldados soviéticos e tanques T-34 avançam em escaramuças perto de Briansk em 1942.

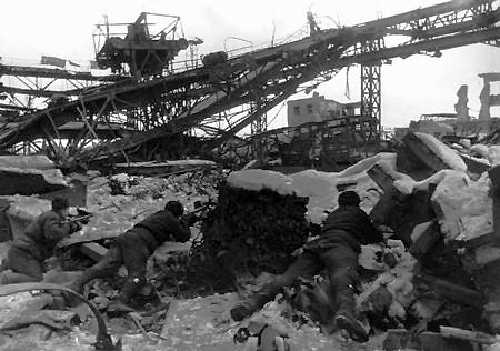
Soldados soviéticos lutando nas ruínas de Stalingrado durante a Batalha de Stalingrado.

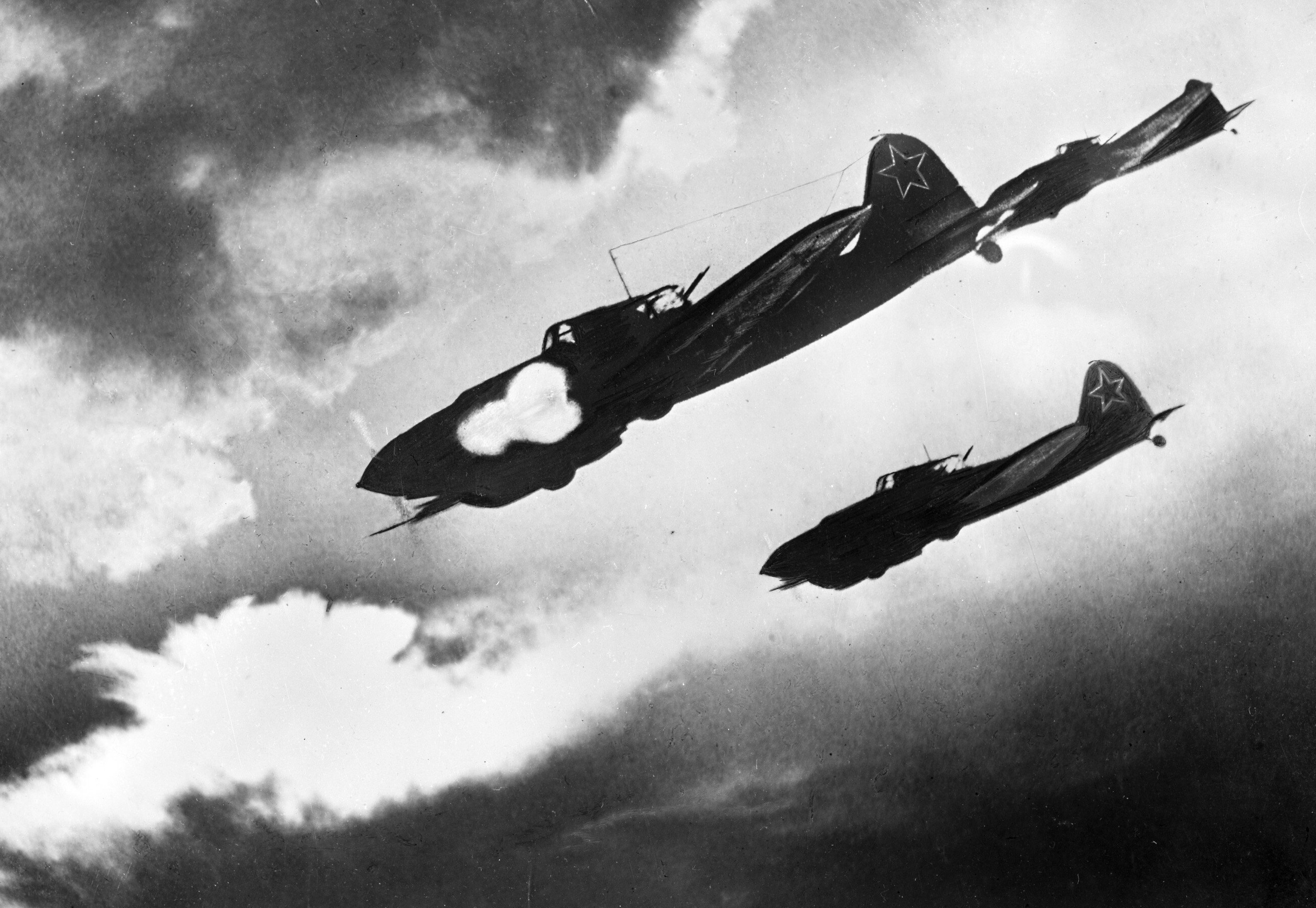
Caças-bombardeiros Il-2 soviéticos atacando forças terrestres alemãs durante a Batalha de Kursk em 1943.

#### Eclosão
A invasão alemã da União Soviética, a Operação Barbarossa, começou em 22 de junho de 1941. O secretário-geral Josef Stalin e o governo da União Soviética descreveram o esforço de guerra soviético como uma guerra travada pelos soviéticos pela sua sobrevivência. Stalin havia apoiado movimentos populares de antifascistas, incluindo comunistas e não comunistas, de 1935 a 1939. A estratégia da frente popular foi encerrada de 1939 a 1941, quando a União Soviética cooperou com a Alemanha Nazista em 1939 na ocupação e divisão da Polônia, enquanto a União Soviética recusou endossar aos Aliados ou no Eixo de 1939 a 1941, como denominou a Aliança e o eixo entra em conflito com uma "guerra imperialista". Após a invasão da União Soviética em 1941, Stalin endossou os Aliados ocidentais como parte de uma renovada estratégia de frente popular contra a Alemanha e pediu que o movimento comunista internacional fizesse uma coalizão com todos aqueles que se opunham aos nazistas.
A União Soviética interveio contra o Japão e seu estado cliente na Manchúria em 1945, cooperando com o Governo Nacionalista da China e o Partido Nacionalista liderado por Chiang Kai-shek; embora também cooperando, preferindo e encorajando o Partido Comunista liderado por Mao Tsé-Tung a assumir o controle efetivo da Manchúria depois de expulsar as forças japonesas.

#### História
No período que antecedeu a guerra entre a União Soviética e a Alemanha Nazista, as relações entre a União Soviética e a Alemanha passaram por várias etapas. Stalin estudou Hitler, inclusive lendo Mein Kampf, e soube do desejo de Hitler de destruir a União Soviética. Em 1933, a União Soviética tinha preocupações imediatas com a ameaça de uma potencial invasão alemã do país se a Alemanha tentasse conquistar os Países Bálticos, e em dezembro daquele ano, as negociações polaco-soviéticas começaram para a emissão de uma declaração conjunta por dois países garantem a soberania dos Países Bálticos. Contudo, a Polônia se retirou das negociações na sequência de objeções alemãs e finlandesas. A União Soviética e a Alemanha nessa época competiam entre si por influência na Polônia. O governo soviético também estava preocupado com o sentimento antissoviético na Polônia e particularmente com a proposta da federação polonesa proposta por Józef Piłsudski que incluiria os territórios da Polônia, Lituânia, Bielorrússia e Ucrânia que ameaçavam a integridade territorial da União Soviética.
Em 20 de agosto de 1939, forças da União Soviética sob o comando do general Gueorgui Júkov, juntamente com a República Popular da Mongólia, eliminaram a ameaça de conflito no leste com uma vitória sobre o Japão nas Batalhas de Khalkhin Gol no leste da Mongólia.
No mesmo dia, o líder do partido soviético Josef Stalin recebeu um telegrama do chanceler alemão Adolf Hitler, sugerindo que o ministro das Relações Exteriores da Alemanha, Joachim von Ribbentrop, voasse a Moscou para conversações diplomáticas. Depois de receber uma resposta morna durante toda a primavera e o verão, Stalin abandonou as tentativas de um melhor relacionamento diplomático com a França e o Reino Unido.
Em 23 de agosto, Ribbentrop e o ministro das Relações Exteriores soviético Viatcheslav Molotov assinaram o pacto de não-agressão, incluindo protocolos secretos dividindo a Europa Oriental em "esferas de influência" definidas para os dois regimes, e especificamente sobre a divisão do estado polonês no caso de seu "rearranjo territorial e político".
Em 15 de setembro de 1939, Stalin concluiu um duradouro cessar-fogo com o Japão, para entrar em vigor no dia seguinte (seria promovido a um pacto de não-agressão em abril de 1941). No dia seguinte, 17 de setembro, as forças soviéticas invadiram a Polônia pelo leste. Embora alguns combates continuaram até 5 de outubro, os dois exércitos invasores realizaram pelo menos uma parada militar conjunta em 25 de setembro, e reforçaram sua parceria não militar com o Tratado de Amizade, Cooperação e Demarcação entre a Alemanha e a União Soviética em 28 de setembro.
Em 30 de novembro, a União Soviética atacou a Finlândia, pela qual foi expulso da Liga das Nações. No ano seguinte em 1940, enquanto a atenção mundial estava voltada para a invasão alemã da França e da Noruega, a União Soviética militarmente ocupava os Países Bálticos da Estônia, Letônia e Lituânia, bem como partes da Romênia.
Os tratados alemão-soviéticos foram encerrados pelo ataque surpresa alemão à União Soviética em 22 de junho de 1941. A União Soviética logo entrou em aliança com o Reino Unido. Depois da União Soviética, várias outras forças comunistas, pró-soviéticas ou controladas pela União Soviética lutaram contra as potências do Eixo durante a Segunda Guerra Mundial. Eles eram os seguintes: a Movimento de Libertação Nacional da Albânia, Exército Vermelho Chinês, Frente de Libertação Nacional da Grega, Hukbalahap, Partido Comunista Malaio, República Popular da Mongólia, Exército Popular Polonês, República Popular de Tuvan (anexada pela União Soviética em 1944), Việt Minh e os Partisans iugoslavos.

### Estados Unidos

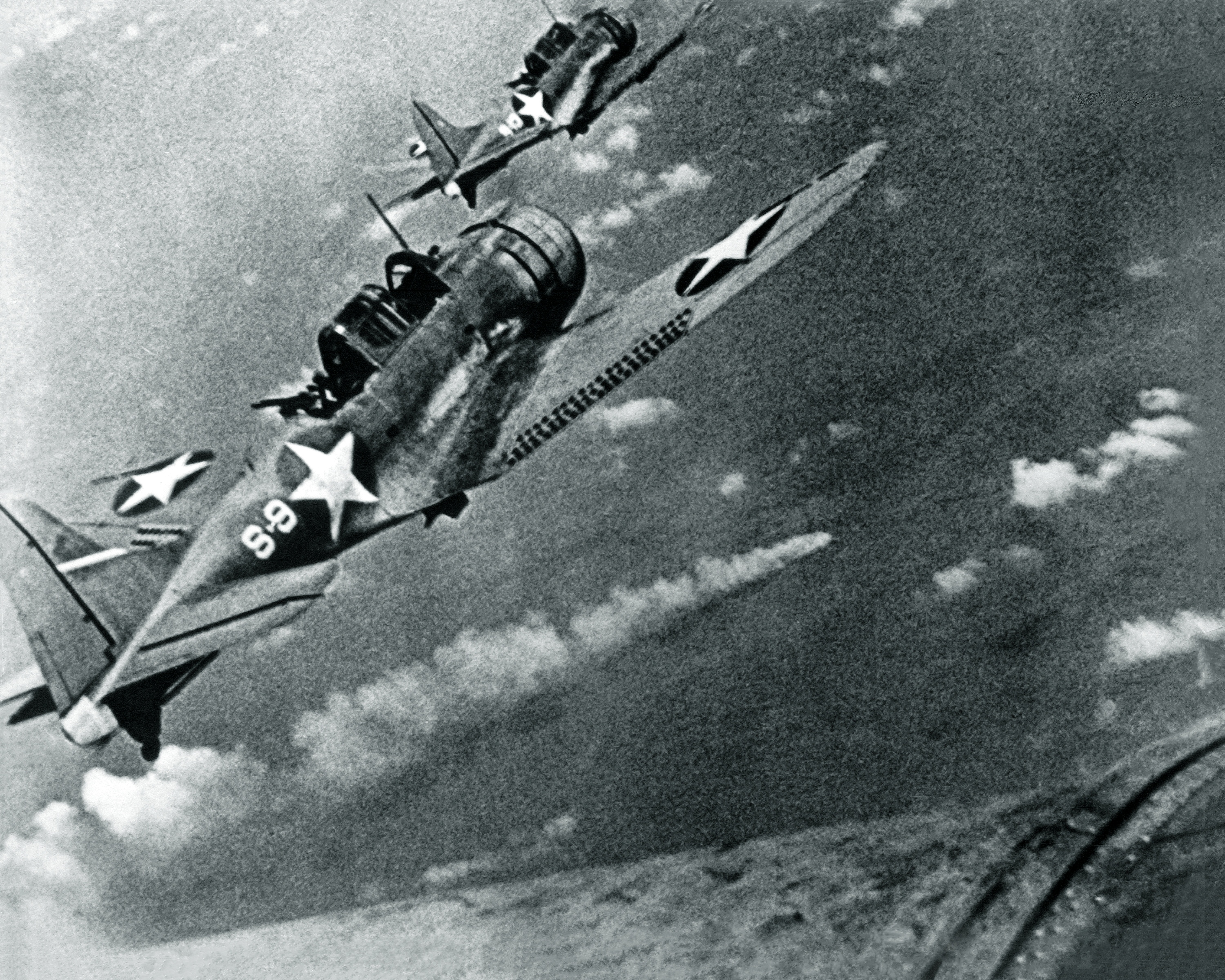
bombardeiro de mergulho Douglas SBD atacando o cruzador japonês Mikuma durante a Batalha de Midway em junho de 1942.

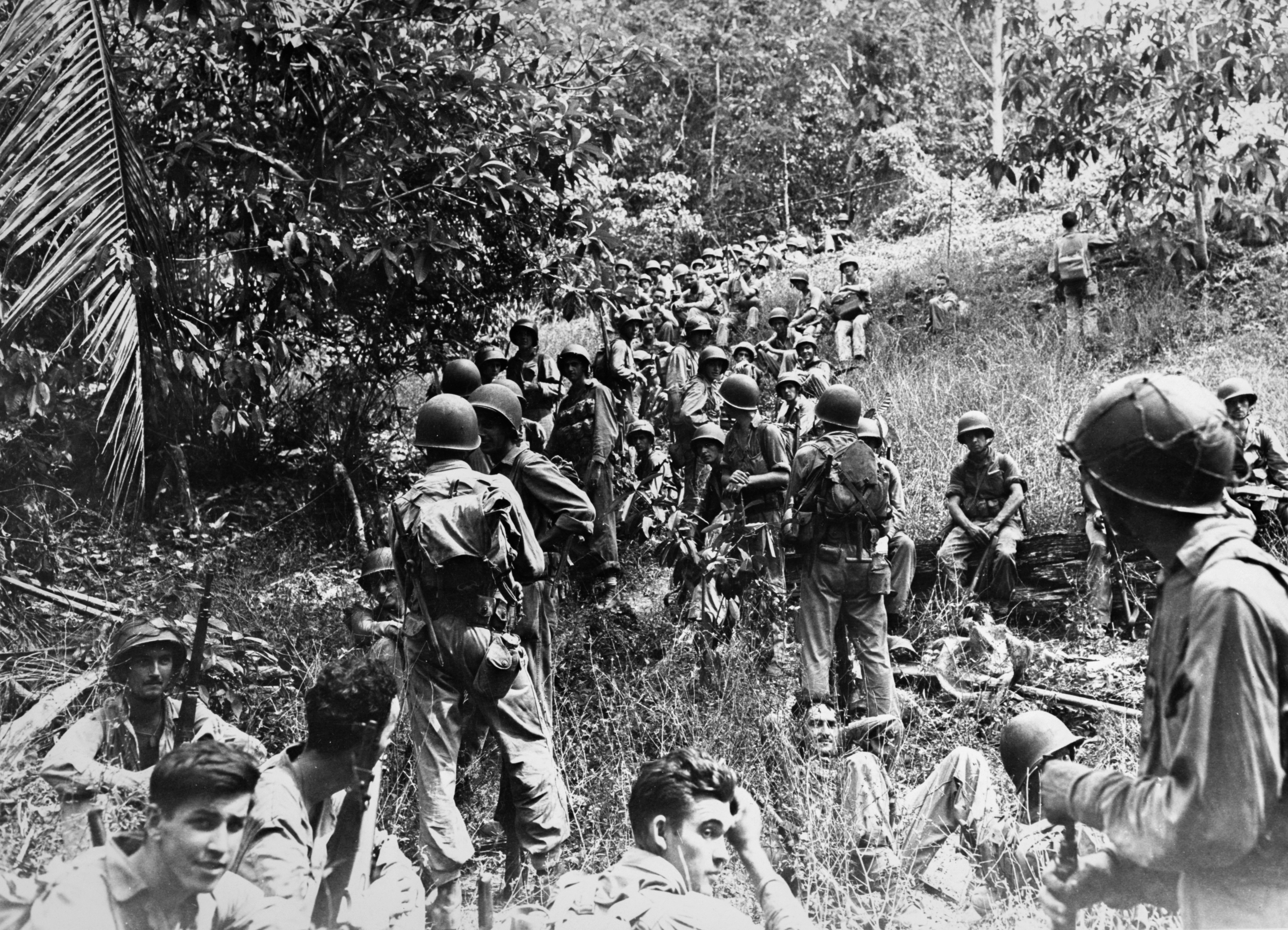
Fuzileiros americanos durante a Campanha de Guadalcanal em novembro de 1942.

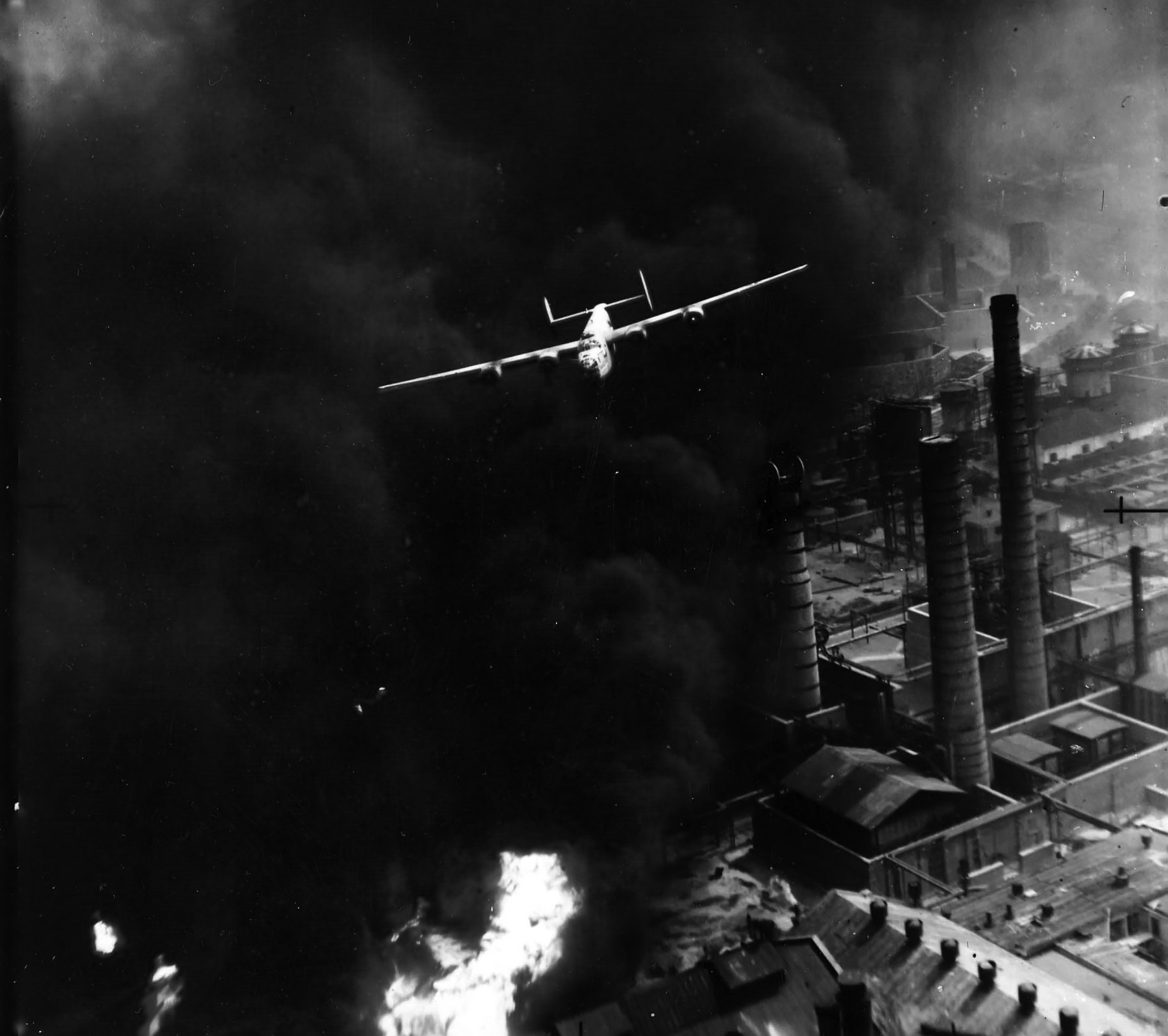
Bombardeiro B-24 durante o bombardeio de refinarias de petróleo em Ploiești, Romênia, em 1 de agosto de 1943, durante a Operação Tidal Wave.

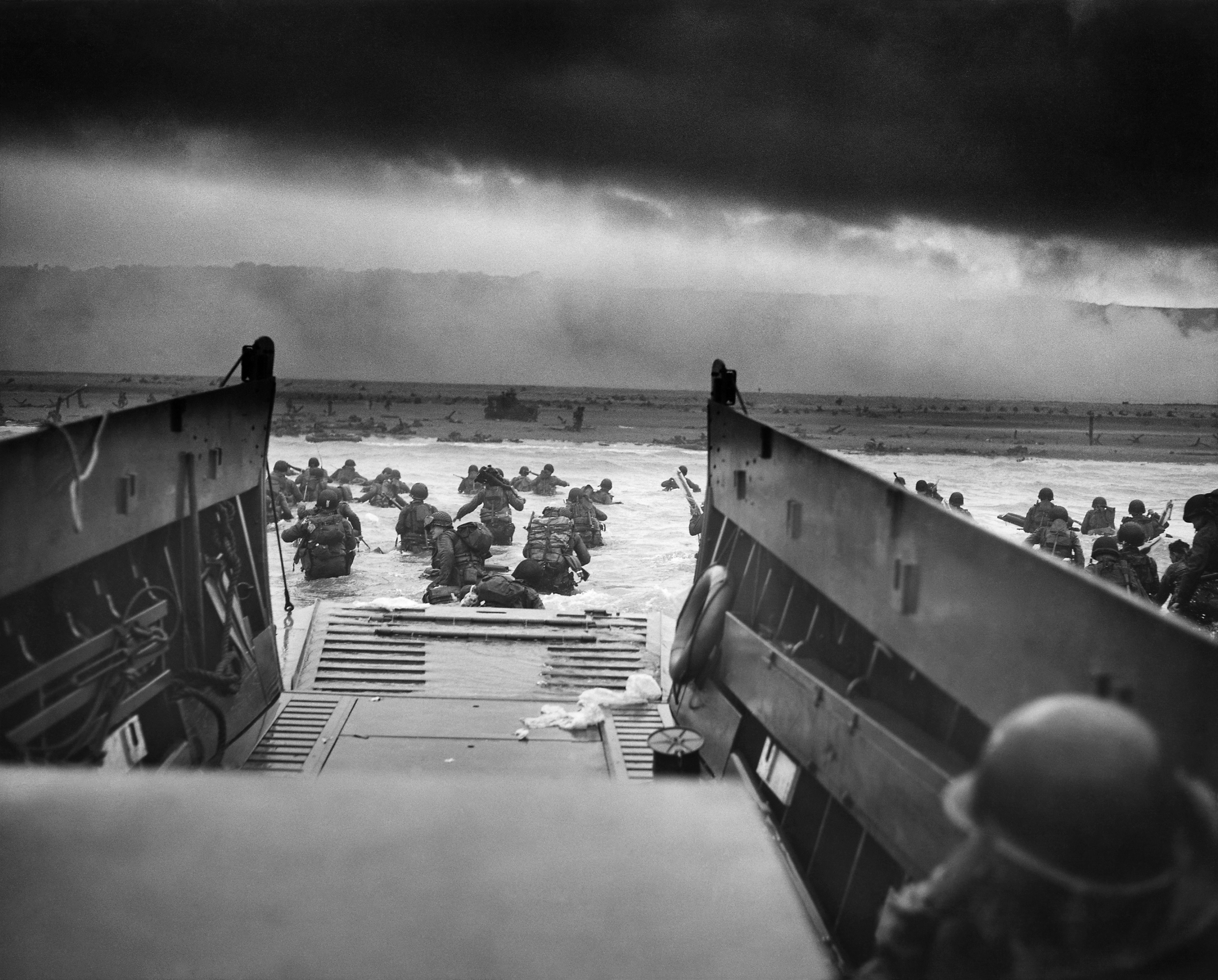
Soldados americanos partem de embarcações de desembarque durante o desembarque na Normandia em 6 de junho de 1944, conhecido como Dia D, na Batalha da Normandia.

#### Justificativas de guerra
Os Estados Unidos apoiaram indiretamente o esforço de guerra da Grã-Bretanha contra a Alemanha Nazista até 1941 e declararam sua oposição ao engrandecimento territorial. O suporte de materiais para a Grã-Bretanha foi fornecido enquanto os Estados Unidos eram oficialmente neutros através do programa Lend-Lease, iniciada em 1941.
O Presidente Franklin D. Roosevelt e o Primeiro Ministro Winston Churchill, em agosto de 1941, promulgaram a Carta do Atlântico que prometia o compromisso de alcançar "a destruição final da tirania nazista". Assinar a Carta do Atlântico e, assim, se juntar às "Nações Unidas" foi a forma como uma nação se juntou aos Aliados, e também se tornou elegível para ser membro do corpo mundial das Nações Unidas formado em 1945.
Os Estados Unidos apoiaram fortemente o Governo Nacionalista na China em sua guerra com o Japão e forneceram equipamentos militares, suprimentos e voluntários ao Governo Nacionalista da China para ajudar em seu esforço de guerra. Em dezembro de 1941, o Japão abriu a guerra com o ataque a Pearl Harbor, os Estados Unidos declararam guerra ao Japão, Alemanha e Itália, e os mesmo, declararam guerra aos Estados Unidos, levando os Estados Unidos à Segunda Guerra Mundial.

#### História
Em 8 de dezembro de 1941, após o ataque a Pearl Harbor, o Congresso dos Estados Unidos declarou guerra ao Japão a pedido do presidente Franklin D. Roosevelt. Em seguida, a Alemanha Nazista e a Itália declararam guerra aos Estados Unidos em 11 de dezembro, levando o país à frente europeia.
As forças aliadas lideradas pelos Estados Unidos na frente do Pacífico contra as forças japonesas de 1941 a 1945. De 1943 a 1945, os Estados Unidos lideraram e coordenaram o esforço de guerra dos Aliados Ocidentais na Europa sob a liderança do general Dwight D. Eisenhower.
O ataque surpresa a Pearl Harbor, seguido pelos rápidos ataques do Japão aos Aliados no Pacífico, resultou em grandes perdas para os Estados Unidos nos primeiros meses da guerra, incluindo a perda do controlo das Filipinas, Guam, Ilha Wake e várias das Ilhas Aleutas, incluindo Attu e Kiska para as forças japonesas. As forças navais americanas alcançaram alguns primeiros sucessos contra o Japão. Um foi o bombardeio dos centros industriais japoneses no Ataque Doolittle. Outro estava repelindo uma invasão japonesa no Porto Moresby na Nova Guiné durante a Batalha do Mar de Coral. Um grande ponto de virada na Guerra do Pacífico foi a Batalha de Midway, onde as forças navais americanas foram superadas em número pelas forças japonesas que foram enviadas à Midway para retirar e destruir os porta-aviões americanos no Pacífico e assumir o controle da Midway que colocaria as forças japonesas em proximidade com o Havaí. No entanto, as forças americanas conseguiram afundar quatro dos seis grandes porta-aviões do Japão que iniciaram o ataque a Pearl Harbor, Depois disso, os Estados Unidos começaram uma ofensiva contra posições capturadas pelos japoneses. A batalha de Guadalcanal de 1942 a 1943 foi um importante ponto de contenção onde as forças aliadas e japonesas lutaram para obter o controle de Guadalcanal.

#### Colônias e dependências

##### Nas Américas e no Pacífico
Os Estados Unidos mantinham várias dependências nas Américas, como o Alasca, Zona do Canal do Panamá, Porto Rico e as Ilhas Virgens Americanas.
No Pacífico, continha várias dependências insulares, como Samoa Americana, Guam, Havaí, Ilhas Midway, Ilha Wake e outras. Essas dependências estavam diretamente envolvidas na campanha da guerra no Pacífico.

##### Na Ásia
A Commonwealth das Filipinas era um protetorado soberano chamado de "estado associado" dos Estados Unidos. De 1941 a 1944, as Filipinas foram ocupadas por forças japonesas, que estabeleceram a Segunda República das Filipinas como um estado cliente que tinha controle nominal sobre o país.

## Outros combatentes

### Austrália
A Austrália foi um domínio soberano sob a monarquia australiana, de acordo com o Estatuto de Westminster de 1931. No início da guerra, a Austrália seguiu a política externa da Grã-Bretanha e, consequentemente, declarou guerra à Alemanha Nazista em 3 de setembro de 1939. A política externa australiana se tornou mais independente após o Partido Trabalhista Australiano formar o governo em outubro de 1941, e a Austrália declarou separadamente a guerra contra a Finlândia, Hungria e a Romênia em 8 de dezembro de 1941 e contra o Japão no dia seguinte.

### Bélgica

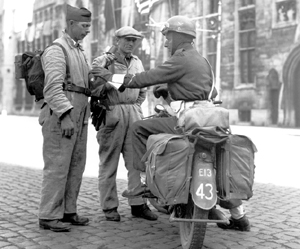
Membros da Resistência Belga com um soldado canadense em Bruges, em setembro de 1944, durante a Batalha do rio Escalda.

Antes da guerra, a Bélgica tinha perseguido uma política de neutralidade e só se tornou um membro aliado depois de ter sido invadida pela Alemanha Nazista em 10 de maio de 1940. Durante os combates que se seguiram, as forças belgas lutaram ao lado de forças francesas e britânicas contra os invasores. Enquanto os britânicos e franceses lutavam contra o rápido avanço alemão em outras partes da frente, as forças belgas foram empurradas para um bolsão ao norte. Finalmente, em 28 de maio, o rei Leopoldo III entregou a si mesmo e seus militares aos alemães, tendo decidido que a causa aliada estava perdida. O governo legal belga foi reformado como um governo no exílio em Londres. Tropas e pilotos belgas continuaram a lutar no lado Aliado como as Forças Belgas Livres. A própria Bélgica foi ocupada, mas uma Resistência considerável foi formada e foi vagamente coordenada pelo governo no exílio e outras potências Aliadas.
Tropas britânicas e canadenses chegaram à Bélgica em setembro de 1944 e a capital, Bruxelas, foi libertada em 6 de setembro. Por causa da Ofensiva das Ardenas, o país só foi totalmente liberado no início de 1945.

#### Colônias e dependências
A Bélgica tinha a colônia do Congo Belga e o mandato da Liga das Nações de Ruanda-Urundi. O Congo Belga não foi ocupado e permaneceu fiel aos Aliados como um importante bem econômico, enquanto seus depósitos de urânio foram úteis para os esforços aliados no desenvolvimento da bomba atômica. Tropas do Congo Belga participaram da Campanha da África Oriental contra os italianos. A tropa colonial Force Publique também serviu em outras frentes, incluindo Madagascar, Oriente Médio, Índia e Birmânia, dentro das unidades britânicas.

### Brasil

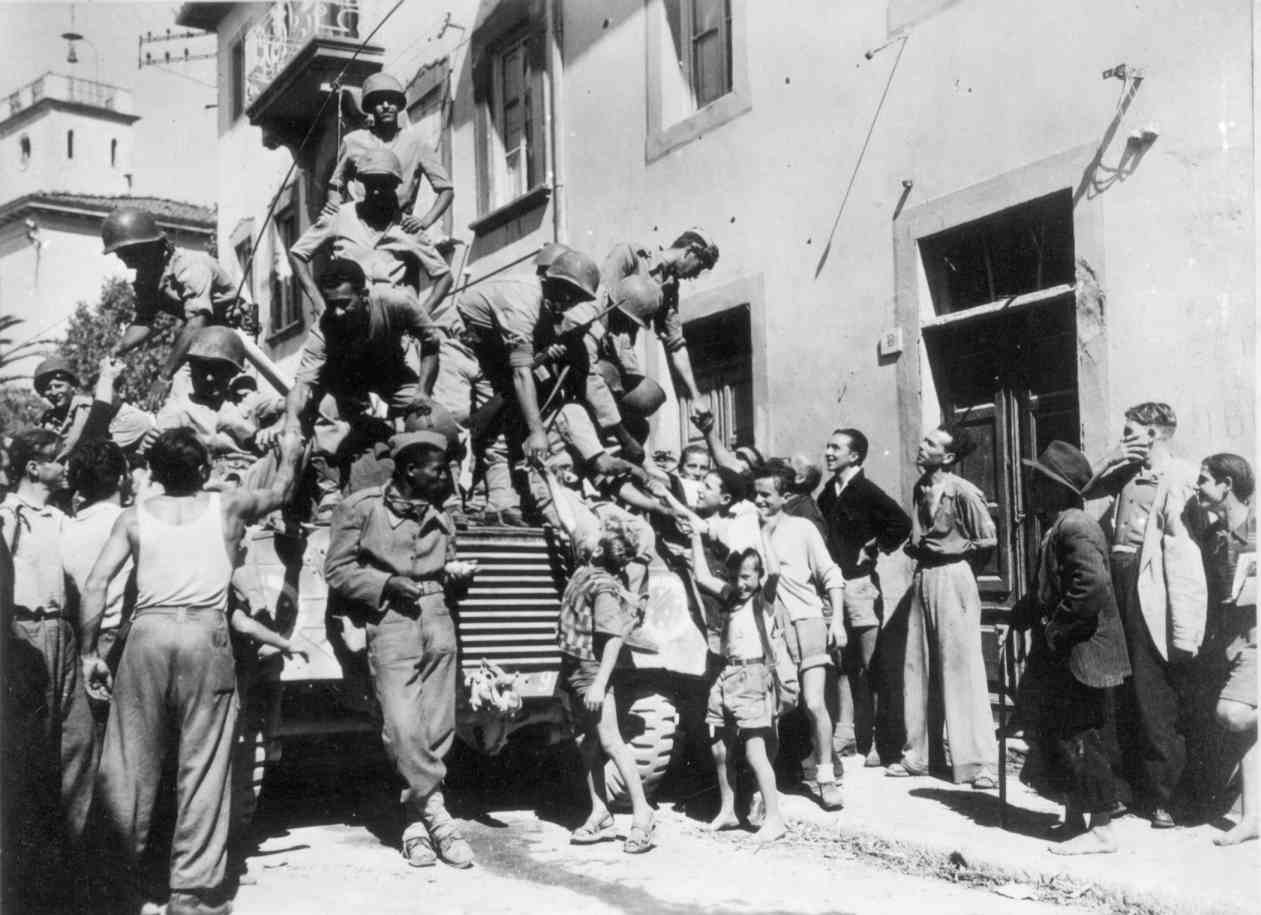
Soldados brasileiros da Força Expedicionária Brasileira cumprimentam civis na cidade de Massarosa, Itália, em setembro de 1944.

Inicialmente, o Brasil manteve uma posição de neutralidade, negociando com os Aliados e o Eixo, enquanto as políticas fascistas do presidente Getúlio Vargas indicaram uma inclinação para as Potências do Eixo. No entanto, com o avanço da guerra, o comércio com os países do Eixo se tornou quase impossível e os Estados Unidos iniciaram esforços diplomáticos e econômicos forçados para trazer o Brasil para o lado Aliado.
No início de 1942, o Brasil permitiu que os Estados Unidos instalassem bases aéreas em seu território, especialmente em Natal, estrategicamente localizado no extremo leste do continente sul-americano, e em 28 de janeiro o país rompeu relações diplomáticas com a Alemanha Nazista, Japão e a Itália. Depois disso, 36 navios mercantes brasileiros foram afundados pelas marinhas alemã e italiana, o que levou o governo brasileiro a declarar guerra contra a Alemanha e a Itália em 22 de agosto de 1942.
O Brasil enviou então uma forte Força Expedicionária de 25 700 homens para a Europa, que lutaram principalmente na frente italiana, de setembro de 1944 a maio de 1945. Além disso, a Marinha do Brasil e a Força Aérea atuaram no Oceano Atlântico a partir de meados de 1942 até o final da guerra. O Brasil foi o único país sul-americano a enviar tropas para lutar na frente europeia na Segunda Guerra Mundial.

### Canadá
O Canadá era um domínio sob a monarquia canadense, de acordo com o Estatuto de Westminster de 1931. Em uma declaração simbólica de política externa autônoma, o primeiro-ministro William Lyon Mackenzie King adiou a votação do Parlamento sobre uma declaração de guerra por sete dias depois que a Grã-Bretanha declarar guerra. O Canadá foi o último membro da Commonwealth a declarar guerra à Alemanha Nazista em 10 de setembro de 1939.

### Cuba
Devido à posição geográfica de Cuba na entrada do Golfo do México, o papel de Havana como o principal porto comercial nas Índias Ocidentais e os recursos naturais do país, Cuba foi um participante importante na Frente Americana na Segunda Guerra Mundial e, posteriormente, um dos os maiores beneficiários do programa Lend-Lease dos Estados Unidos. Cuba declarou guerra às potências do Eixo em dezembro de 1941, se tornando um dos primeiros países latino-americanos a entrar no conflito, e no final da guerra em 1945 seus militares desenvolveram a reputação de serem os mais eficientes e cooperativos de todos das nações do Caribe. Em 15 de maio de 1943, o barco-patrulha cubano CS-13 afundou o submarino alemão U-176.

### Checoslováquia
A Checoslováquia junto com o Reino Unido e França tentaram resolver reivindicações irredentistas alemãs na Região dos Sudetas em 1938 com o Acordo de Munique, porém em março de 1939, a Checoslováquia foi invadida pela Alemanha e dividida entre Alemanha, Hungria, Polônia e um estado cliente alemão da Eslováquia. O governo checoslovaco no exílio se juntou aos Aliados, a ocupação e a divisão da Checoslováquia entre as potências do Eixo não foi aceita pelas potências aliadas.

### República Dominicana
A República Dominicana foi um dos poucos países dispostos a aceitar a imigração judaica em massa durante a Segunda Guerra Mundial. Na Conferência de Évian, se ofereceu para aceitar até 100 mil refugiados judeus. A DORSA (Associação de Assentamento da República Dominicana) foi formada como assistência aos judeus na República Dominicana e ajudou a assentar os judeus em Sosúa, na costa norte. Cerca de 700 judeus europeus descendentes de judeus asquenazes chegaram ao assentamento onde cada família recebeu 33 hectares de terra, 10 vacas (mais 2 vacas adicionais por criança), uma mula e um cavalo e um empréstimo de US$ 10 000 (cerca de US$ 170 000 dólares, em valores atualizados em 2019) a 1% de juros.
A República Dominicana declarou oficialmente guerra às potências do Eixo em 11 de dezembro de 1941, após o ataque a Pearl Harbor. No entanto, a nação caribenha já estava envolvida em ações de guerra desde antes da declaração formal de guerra. Veleiros e escunas dominicanos foram atacados em ocasiões anteriores por submarinos alemães, destacando o caso do navio mercante de 1 993 toneladas, "San Rafael", que estava viajando de Tampa, Flórida, para Kingston, Jamaica, a 128 km de distância de seu destino final, foi torpedeado pelo submarino alemão U-125. Embora a tripulação de San Rafael conseguisse escapar do evento, seria lembrada pela imprensa dominicana como um sinal da infâmia dos submarinos alemães e do perigo que eles representavam no Caribe.
Recentemente, devido a um trabalho de pesquisa realizado pela Embaixada dos Estados Unidos em Santo Domingo e pelo Instituto de Estudos Dominicanos da Cidade de Nova York, foram descobertos documentos do Departamento de Defesa nos quais foi confirmado que cerca de 340 homens e mulheres de origem dominicana fizeram parte das Forças Armadas dos Estados Unidos na Segunda Guerra Mundial. Muitos deles receberam medalhas e outros reconhecimentos por suas ações extraordinárias em combate.

### Grécia

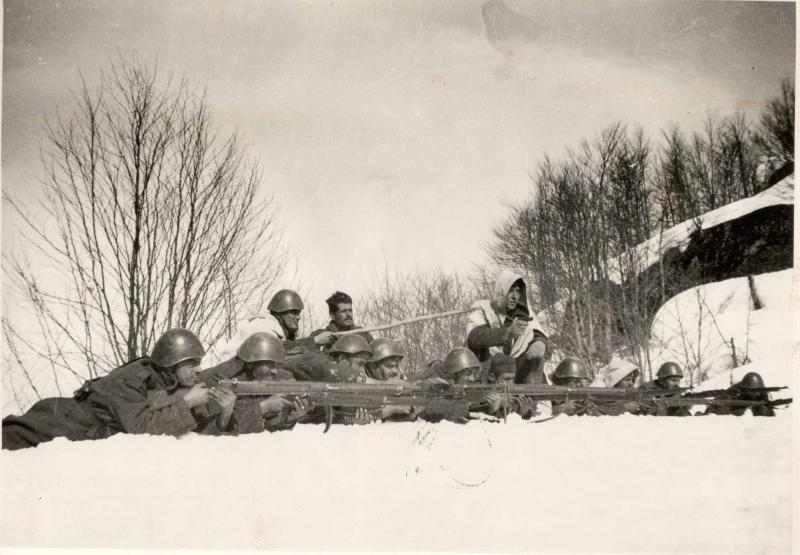
Soldados gregos em março de 1941 durante a Guerra Greco-Italiana.

A Grécia foi invadida pela Itália em 28 de outubro de 1940 e depois se juntou aos Aliados. O exército grego conseguiu impedir a ofensiva italiana do protetorado da Albânia na Itália, e as forças gregas empurraram as forças italianas de volta à Albânia. No entanto, após a invasão alemã da Grécia em abril de 1941, as forças alemãs conseguiram ocupar a Grécia continental e, um mês depois, a ilha de Creta. O governo grego foi para o exílio, enquanto o país foi colocado sob um governo fantoche e dividido em zonas de ocupação administradas pela Itália, Alemanha e Bulgária. A partir de 1941, um forte movimento de resistência apareceu, principalmente no interior montanhoso, onde estabeleceu uma "Grécia Livre" em meados de 1943. Após a capitulação italiana em setembro de 1943, a zona italiana foi tomada pelos alemães. As forças do Eixo deixaram a Grécia continental em outubro de 1944, embora algumas ilhas do mar Egeu, especialmente Creta, permanecessem sob ocupação alemã até o final da guerra.

### Luxemburgo

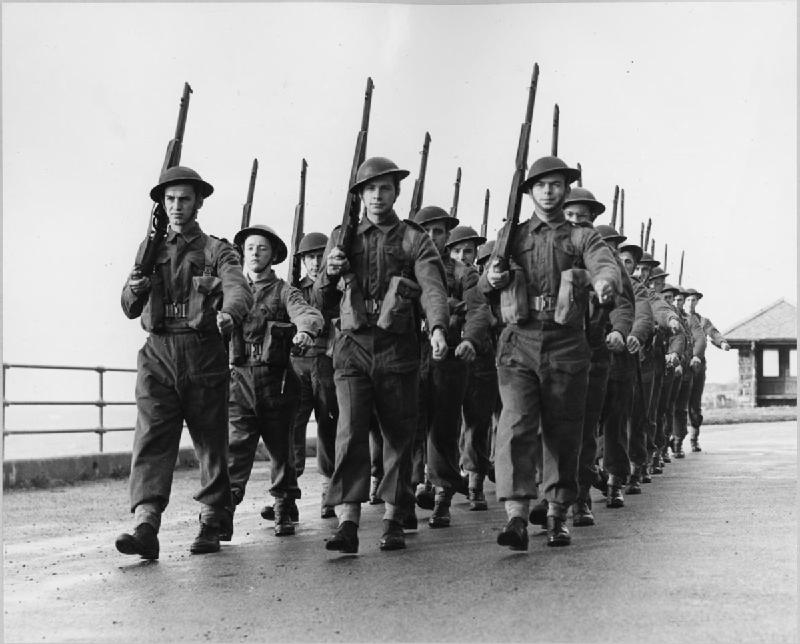
Soldados do Luxemburgo treinando na Grã-Bretanha, 1943.

Antes da guerra, Luxemburgo tinha perseguido uma política de neutralidade e só se tornou um membro aliado depois de ter sido invadido pela Alemanha em 10 de maio de 1940. Um governo no exílio foi estabelecido na Inglaterra. Transmitiu a língua luxemburguesa para o país ocupado na rádio BBC. Em 1944, o governo no exílio assinou um tratado com os governos belga e neerlandês, criando a União Econômica de Benelux e também assinou o Sistema Bretton Woods.

### México
O México declarou guerra à Alemanha Nazista em 1942, depois que submarinos alemães atacaram os petroleiros mexicanos Potrero del Llano e Faja de Oro, que transportavam petróleo bruto para os Estados Unidos. Esses ataques levaram o presidente Manuel Ávila Camacho a declarar guerra às Potências do Eixo.
O México formou o esquadrão de combate Escuadrón 201 como parte da Força Aérea Expedicionária Mexicana. O esquadrão foi anexado ao 58.º Grupo de Combate das Forças Aéreas do Exército dos Estados Unidos e realizou missões táticas de apoio aéreo durante a liberação da principal ilha filipina de Luzón no verão de 1945.
Cerca de 300 mil mexicanos foram para os Estados Unidos para trabalhar em fazendas e fábricas. Cerca de 15 000 norte-americanos de origem mexicana e residentes mexicanos nos Estados Unidos se alistaram nas Forças Armadas dos Estados Unidos e lutaram em várias frentes em todo o mundo.

### Países Baixos
Os Países Baixos juntaram-se aos membros aliados em 10 de maio de 1940, após serem invadidos pela Alemanha Nazista. Durante a campanha que se seguiu, os Países Baixos foram derrotados e ocupados pela Alemanha. Os Países Baixos foram libertados pelas forças canadenses, britânicas, americanas e outras forças aliadas durante as campanhas de 1944 e 1945. A Brigada Princesa Irene, formada por fugitivos da invasão alemã, participaram de várias ações em 1944 em Arromanches-les-Bains, na França, e em 1945 nos Países Baixos. Os navios da marinha participaram no Canal da Mancha, no Mar do Norte e no Mar Mediterrâneo, geralmente como parte das unidades da Marinha Real Britânica. Pilotos holandeses voaram em aviões britânicos e participaram da guerra aérea sobre a Alemanha.

#### Colônias e dependências
As Índias Orientais Neerlandesas (atual Indonésia) foram a principal colônia neerlandesa na Ásia e foram apreendidas pelo Japão em 1942. Durante a Campanha das Índias Orientais Neerlandesas, os Países Baixos tiveram um papel significativo no esforço dos Aliados para deter o avanço japonês como parte do Comando Americano-Britânico-Neerlandês-Australiano (ABDA). A frota do ABDA finalmente encontrou a frota de superfície japonesa na Batalha do Mar de Java, na qual receberam ordens de atacar. Durante a batalha que se seguiu, a frota da ABDA sofreu pesadas perdas e foi destruída principalmente após várias batalhas navais em torno de Java; o comando ABDA foi dissolvido mais tarde. Os japoneses finalmente ocuparam as Índias Orientais Neerlandesas em fevereiro-março de 1942. Tropas neerlandesas, aviões e navios que escaparam continuaram a lutar ao lado dos Aliados e também montaram uma campanha de guerrilha em Timor.

### Nova Zelândia
A Nova Zelândia foi um domínio soberano sob a monarquia da Nova Zelândia, de acordo com o Estatuto de Westminster de 1931. Entrou rapidamente na Segunda Guerra Mundial, declarando oficialmente a guerra à Alemanha Nazista em 3 de setembro de 1939, poucas horas depois da Grã-Bretanha. Ao contrário da Austrália, que se sentiu obrigada a declarar guerra, como também não havia ratificado o Estatuto de Westminster, a Nova Zelândia o fez como sinal de lealdade à Grã-Bretanha e em reconhecimento ao abandono por parte da Grã-Bretanha de sua política anterior de apaziguamento que há muito tempo se opunha. Isso levou o então primeiro-ministro Michael Joseph Savage a declarar dois dias depois:
Com gratidão pelo passado e confiança no futuro, ficamos sem medo diante da Grã-Bretanha. Onde ela vai, nós vamos; onde ela está, ficamos de pé. Somos apenas uma nação pequena e jovem, mas marchamos com uma união de corações e almas para um destino comum.

### Noruega

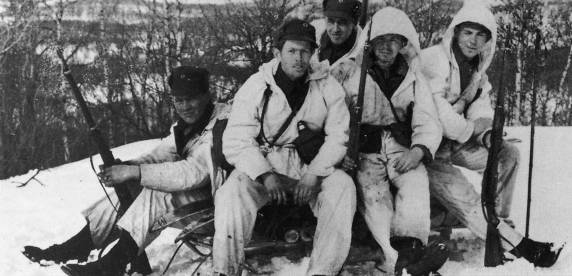
Soldados noruegueses na frente de Narvik, maio de 1940.

Devido à localização estratégica da Noruega para o controle das rotas marítimas no Mar do Norte e no Atlântico, tanto os Aliados quanto a Alemanha Nazista se preocupavam com o outro lado de conquistar o controle do país neutro. A Alemanha acabou por atacar primeiro com a Operação Weserübung em 9 de abril de 1940, resultando na Campanha Norueguesa de dois meses, que terminou com uma vitória alemã e com a ocupação da Noruega ao longo da guerra.
Unidades das Forças Armadas norueguesas evacuadas da Noruega ou criadas no exterior continuaram participando da guerra no exílio.
A frota mercante norueguesa, então a quarta maior do mundo, foi organizada em Nortraship para apoiar a causa dos Aliados. A Nortraship era a maior companhia de navegação do mundo e, no seu auge, operava mais de 1 000 navios.
A Noruega foi neutra quando a Alemanha invadiu, e não está claro quando a Noruega se tornou um país aliado. A Grã-Bretanha, França e as forças polonesas no exílio apoiaram as forças norueguesas contra os invasores, mas sem um acordo específico. O gabinete da Noruega assinou um acordo militar com a Grã-Bretanha em 28 de maio de 1941. Este acordo permitiu que todas as forças norueguesas no exílio operassem sob o comando do Reino Unido. As tropas norueguesas no exílio deveriam estar principalmente preparadas para a libertação da Noruega, mas também poderiam ser usadas para defender a Grã-Bretanha.

### Polônia

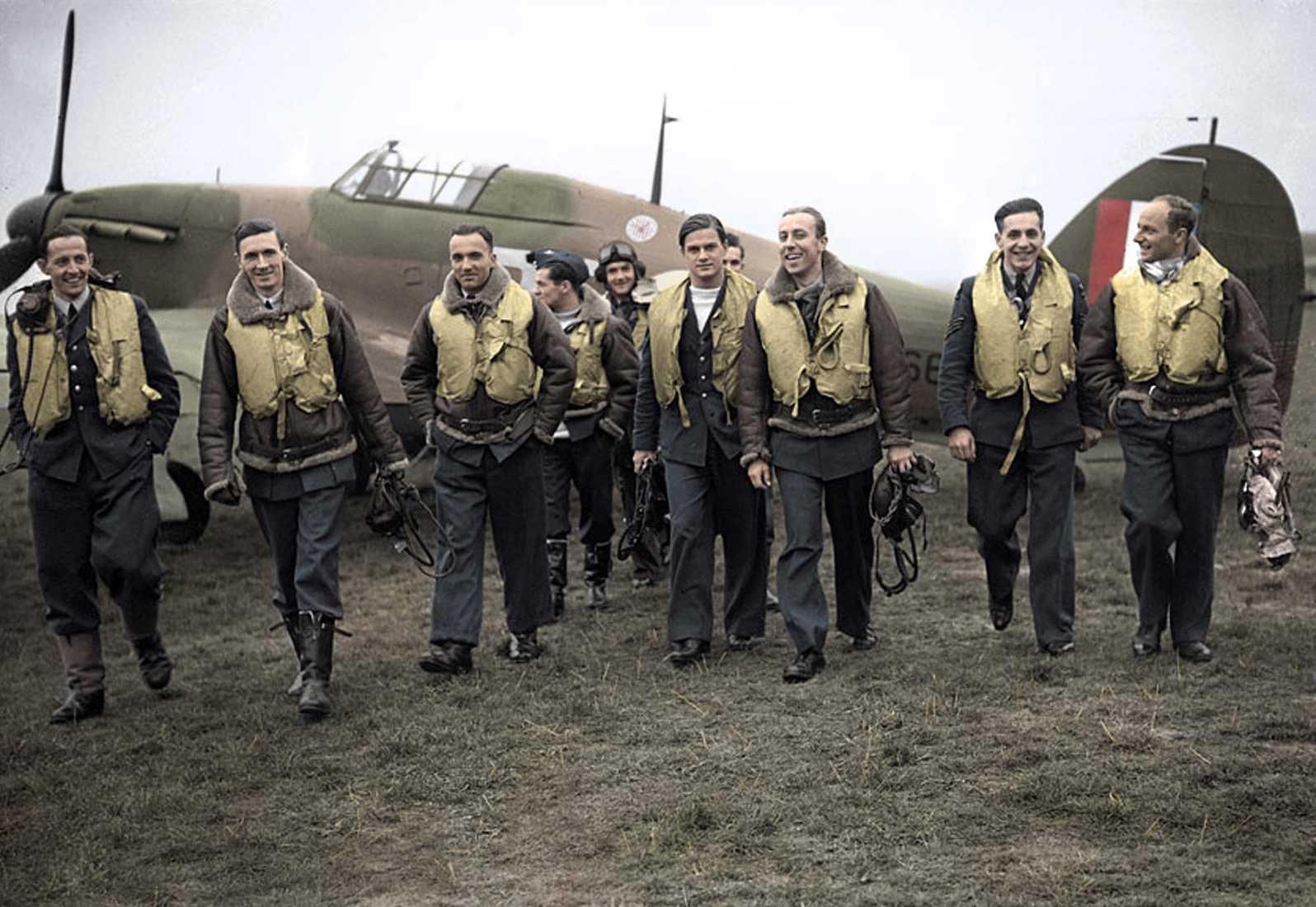
Pilotos do Esquadrão de Caça Polonês N.º 303 "Kościuszko" durante a Batalha da Grã-Bretanha.

A Invasão da Polônia em 1 de setembro de 1939, iniciou a guerra na Europa, e o Reino Unido e a França declararam guerra à Alemanha Nazista em 3 de setembro. A Polônia colocou em campo o terceiro maior exército entre os aliados europeus, depois da União Soviética e do Reino Unido, mas antes da França. O país nunca se rendeu oficialmente ao Terceiro Reich, nem à União Soviética, principalmente porque nenhuma das potências totalitárias solicitou uma rendição oficial, e continuou o esforço de guerra sob o governo polonês no exílio. No entanto, a União Soviética considerou unilateralmente a fuga para a Romênia do presidente Ignacy Mościcki e do marechal Edward Rydz-Śmigły em 17 de setembro como uma evidência de Debellatio causando a extinção do estado polonês e, consequentemente, se declarou autorizado a invadir (de acordo com a posição soviética: "para proteger") a Polônia Oriental partir do mesmo dia. Se deve notar que o Exército Vermelho invadiu a Segunda República Polonesa várias horas antes de o presidente polonês fugir para a Romênia. Os soviéticos invadiram no dia 17 de setembro às 03h00 da manhã, enquanto o presidente Mościcki cruzou a fronteira polonesa-romena às 21h45 no mesmo dia. Os militares poloneses continuaram a lutar e a última grande batalha da guerra, a Batalha de Kock, terminou às 01h00 da manhã de 6 de outubro de 1939 com o Grupo Operacional Independente "Polesie", um exército de campo que se rendeu devido à falta de munição.

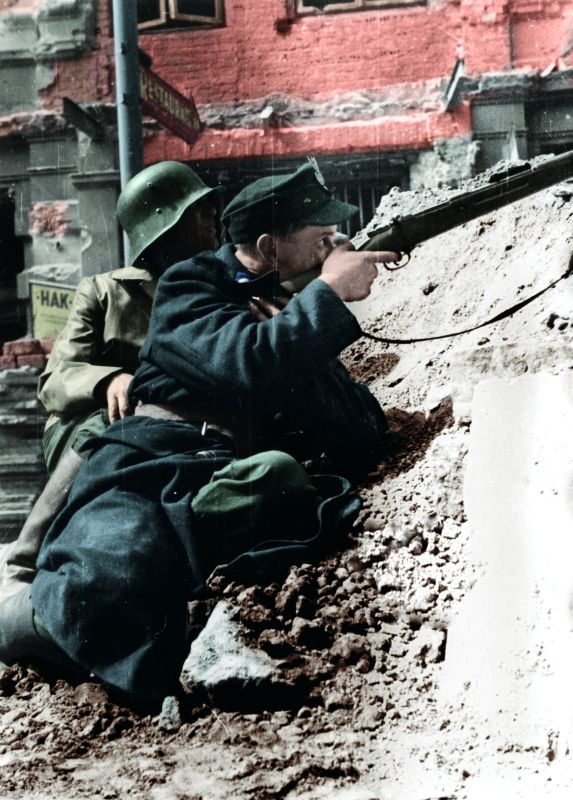
Soldados do batalhão Armia Krajowa chamados de "Kiliński" resistindo durante a Revolta de Varsóvia em 1944.

Soldados poloneses lutaram sob sua própria bandeira, mas sob o comando das Forças Armadas Britânicas. Eles foram grandes contribuintes para os Aliados na frente de guerra a oeste e a leste da Alemanha, com a União Soviética. As Forças Armadas Polonesas no Ocidente criadas após a queda da Polônia desempenharam papéis menores na Batalha da França e importantes nas campanhas da Itália e do Norte da África. O Exército Popular Polonês participou da Batalha de Berlim, a batalha final da frente de guerra europeia. Eles ocuparam a cidade ao lado do Exército Vermelho soviético.
A Armia Krajowa, a maior força clandestina da Europa, e outras organizações de resistência na Polônia ocupada forneceram informações que permitiram operações bem-sucedidas no final da guerra e levaram à descoberta de crimes de guerra nazistas (ou seja, campos de extermínio) para os Aliados Ocidentais. Unidades polonesas notáveis lutaram em todas as campanhas no norte da África e na Europa (fora dos Bálcãs). A União Soviética reconheceu inicialmente o governo polonês no exílio em Londres. Mas a Polônia rompeu relações diplomáticas depois que o massacre de cidadãos poloneses em Katyn foi revelado. Em 1943, a União Soviética organizou o Exército Popular Polonês sob Zygmunt Berling, em torno do qual construiu o sucessor do pós-guerra, a República Popular da Polônia.

### África do Sul
A África do Sul foi um domínio soberano sob a monarquia sul-africana, de acordo com o Estatuto de Westminster de 1931. A África do Sul detinha autoridade sobre o mandato no Sudoeste Africano.

### Iugoslávia

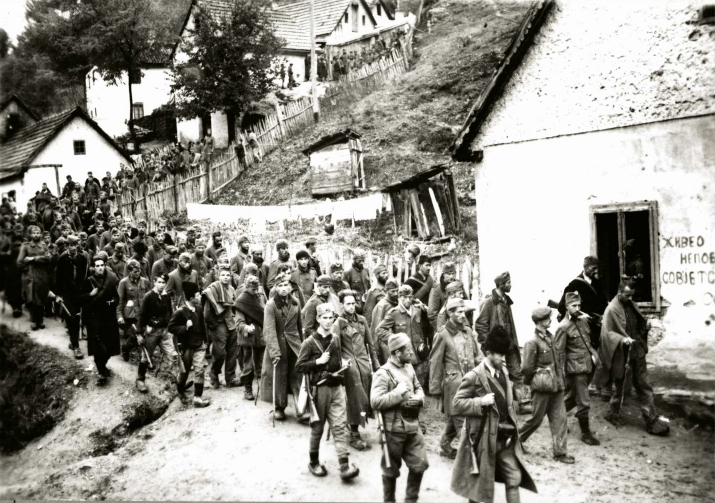
Os Partisans e os Chetniks levando alemães capturados em Užice, no outono de 1941.

A Iugoslávia entrou na guerra do lado aliado após a invasão das potências do Eixo em 6 de abril de 1941. O Exército Real Iugoslavo foi completamente derrotado em menos de duas semanas e o país foi ocupado. O líder fascista croata Ante Pavelić, apoiado pelos italianos, declarou o Estado Independente da Croácia antes do fim da invasão. O Rei Pedro II e grande parte do governo iugoslavo haviam deixado o país. No Reino Unido, eles se juntaram a vários outros governos no exílio da Europa ocupada pelos nazistas. Começando com a revolta na Herzegovina em junho de 1941, houve resistência contínua contra o Eixo na Iugoslávia até o final da guerra.

#### Facções de resistência

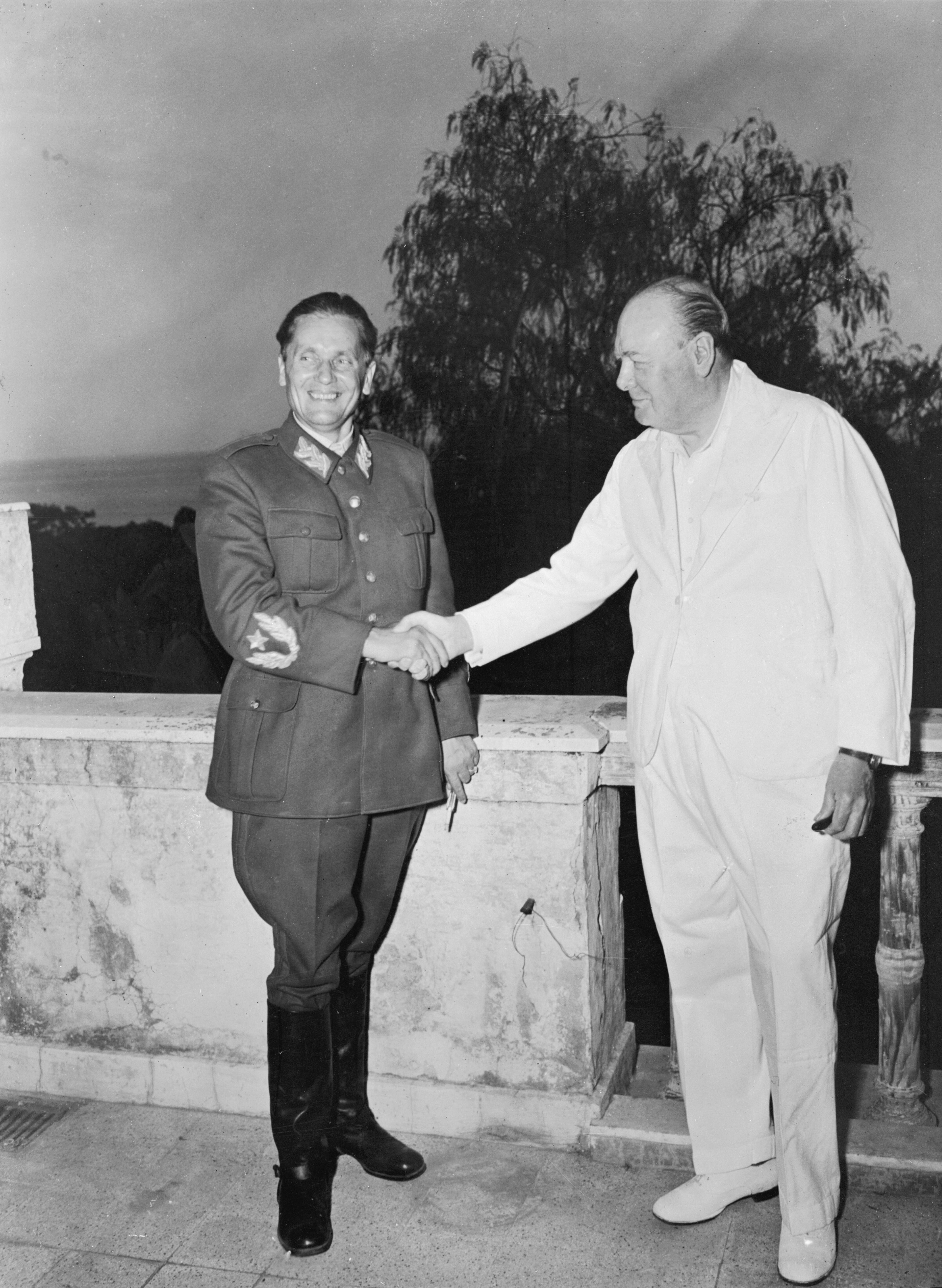
O líder partisan Marechal Josip Broz Tito com Winston Churchill em 1944.

Antes do final de 1941, o movimento de resistência anti-Eixo se dividiu entre os monarquistas chetniks e os comunistas iugoslavos partisans de Josip Broz Tito, que lutaram uns contra os outros durante a guerra e contra as forças de ocupação. Os partisans iugoslavos conseguiram resistir consideravelmente à ocupação do Eixo, formando vários territórios libertados durante a guerra. Em agosto de 1943, havia mais de 30 divisões do Eixo no território da Iugoslávia, não incluindo as forças do estado fantoche croata e outras formações de traidores. Em 1944, as principais potências aliadas persuadiram os partidários iugoslavos de Tito e o governo monarquista iugoslavo liderado pelo primeiro-ministro Ivan Šubašić a assinar o Tratado de Vis que criou a Iugoslávia Federal Democrática.

##### Partisans
Os Partisans eram um importante movimento de resistência iugoslavo contra a ocupação do eixo e a partição da Iugoslávia. Inicialmente, os Partisans estavam em rivalidade com os Chetniks pelo controle do movimento de resistência. No entanto, os Partisans foram reconhecidos por ambos os Aliados ocidentais e orientais como o principal movimento de resistência em 1943. Depois disso, sua força aumentou rapidamente, de 100 mil no início de 1943 para mais de 648 mil em setembro de 1944. Em 1945 eles foram transformados no exército iugoslavo, organizado em 4 exércitos de campo com 800 mil combatentes.

##### Chetniks

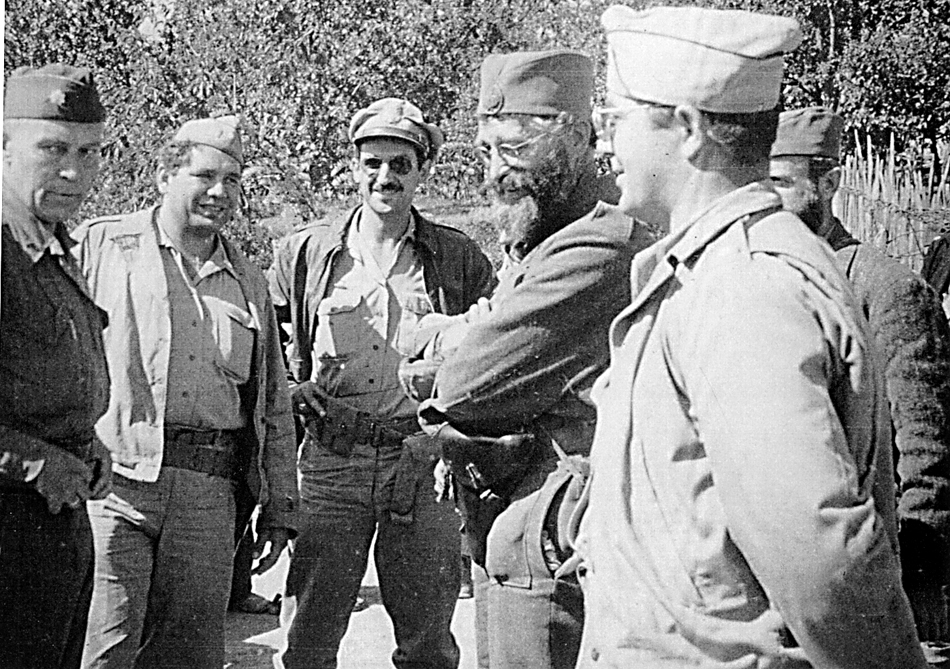
líder Chetniks general Mihailovic com os militares dos Estados Unidos na Operação Halyard em 1944.

Os Chetniks, o nome abreviado dado ao movimento intitulado Exército Iugoslavo da Pátria, foram inicialmente um dos principais movimentos de resistência dos aliados iugoslavos. No entanto, devido às suas opiniões monarquistas e anticomunistas, os Chetniks foram considerados como tendo começado a colaborar com o Eixo como um movimento tático para se concentrar em destruir seus rivais os Partisans. Os Chetniks se apresentavam como um movimento iugoslavo, mas eram principalmente um movimento sérvio. Eles atingiram o pico em 1943 com 93 mil combatentes. Sua principal contribuição foi na Operação Halyard em 1944. Em colaboração com o Escritório de Serviços Estratégicos dos Estados Unidos, 413 aviadores Aliados abatidos sobre a Iugoslávia foram resgatados e evacuados.

## Estados clientes

### Britânicos

#### Egito
O Reino Unido controlou o Egito e o usou como uma base importante para as operações aliadas em toda a região, especialmente as batalhas no norte da África contra a Itália e a Alemanha Nazista. Suas maiores prioridades eram o controle do Mediterrâneo Oriental, e especialmente para manter o Canal de Suez aberto para navios mercantes e para conexões militares com a Índia e a Austrália.
O Reino do Egito era nominalmente um estado independente desde 1922, mas efetivamente permaneceu na esfera de influência britânica, com a frota do Mediterrâneo Britânico sendo estacionada em Alexandria e forças do Exército Britânico estacionadas na zona do Canal de Suez. O Egito enfrentou uma campanha do Eixo liderada por forças italianas e alemãs durante a guerra. A frustração britânica com o reinado do Rei Faruque sobre o Egito resultou no Incidente do Palácio Abdeen de 1942, onde forças do exército britânico cercaram o palácio real de Abdeen e exigiram a criação de um novo governo, quase forçando a abdicação de Faruque até que ele se submetesse às exigências britânicas. O Reino do Egito se juntou aos Aliados em 24 de fevereiro de 1945.

#### Índia Britânica
No início da Segunda Guerra Mundial, o Exército da Índia Britânica contava com 205 mil homens. Mais tarde, durante a Segunda Guerra Mundial, o Exército da Índia Britânica se tornou a maior força de voluntários da história, atingindo mais de 2,5 milhões de homens. Essas forças incluíam tanques, artilharia e forças aéreas. Soldados indianos ganharam 30 Cruzes Vitória durante a Segunda Guerra Mundial. Durante a guerra, a Índia sofreu 1 500 000 vítimas civis (mais do que o Reino Unido), principalmente da Fome de 1943 em Bengala e 87 000 baixas militares, mais do que qualquer outra Colônia da coroa, mas menos que o Reino Unido, que sofreu 382 mil baixas militares.

### Soviéticos

#### Bulgária
Após um período de neutralidade, a Bulgária aderiu às potências do Eixo de 1941 a 1944. A Igreja Ortodoxa e outros convenceram o Rei Boris III a não permitir que os judeus búlgaros fossem exportados para campos de concentração. O rei morreu pouco depois, suspeito de ter sido envenenado após uma visita à Alemanha Nazista. A Bulgária abandonou o Eixo e se juntou aos Aliados quando a União Soviética invadiu, não oferecendo resistência às forças que chegavam. Nos tratados de paz de 1947, a Bulgária ganhou uma pequena área perto do Mar Negro da Romênia, se tornando o único ex-aliado alemão a ganhar território da Segunda Guerra Mundial.

#### Mongólia
A Mongólia lutou contra o Japão durante as Batalhas de Khalkhin Gol em 1939 e a Guerra Soviético-Japonesa em agosto de 1945 para proteger sua independência e libertar o sul da Mongólia do Japão e da China. A Mongólia tinha sido uma esfera de influência soviética desde a década de 1920.

#### Polônia
Em 1944, a Polônia entrou na esfera de influência soviética com o estabelecimento do regime comunista de Władysław Gomułka. Forças polonesas lutaram ao lado de forças soviéticas contra a Alemanha Nazista.

#### Romênia

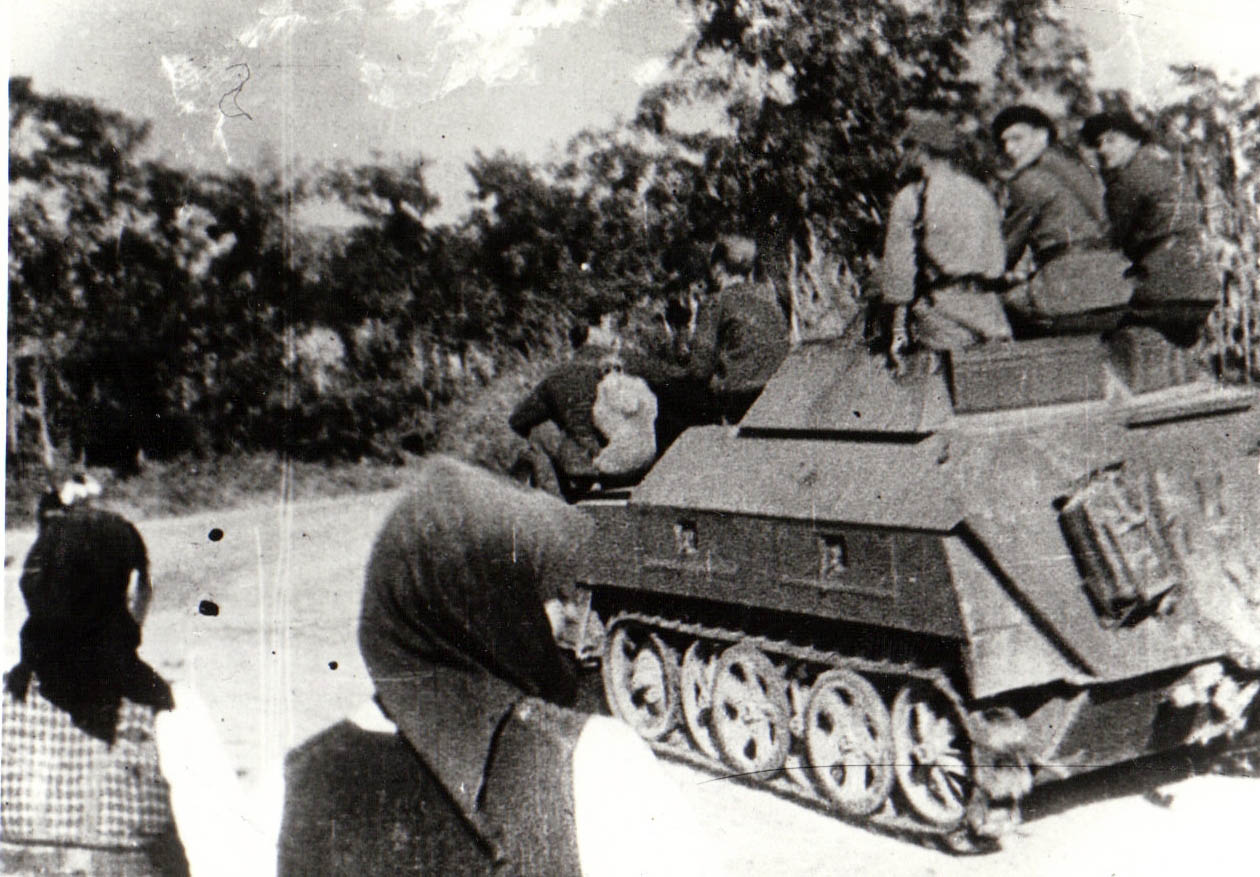
Soldados romenos na Transilvânia, setembro-outubro de 1944.

A Romênia foi inicialmente um membro das potências do Eixo, mas mudou de lealdade ao enfrentar a invasão da União Soviética. Em uma transmissão de rádio ao povo e ao exército romeno na noite de 23 de agosto de 1944, o Rei Michael emitiu um cessar-fogo, proclamou a lealdade da Romênia aos Aliados, anunciou a aceitação de um armistício (a ser assinado em 12 de setembro) oferecido pela União Soviética, Reino Unido, e os Estados Unidos, e declarou guerra à Alemanha Nazista. O golpe acelerou o avanço do Exército Vermelho na Romênia, mas não evitou uma rápida ocupação soviética e a captura de cerca de 130 mil soldados romenos, que foram transportados para a União Soviética, onde muitos pereceram em campos de prisioneiros. O armistício foi assinado três semanas depois, em 12 de setembro de 1944, em termos virtualmente ditados pela União Soviética. Sob os termos do armistício, a Romênia anunciou sua rendição incondicional à União Soviética e foi colocada sob ocupação das forças aliadas com a União Soviética como seu representante, no controle da mídia, comunicação, e administração civil por trás da frente.

#### Tannu Tuva
Tannu Tuva era um estado parcialmente reconhecido, fundado a partir do antigo protetorado tuvano da Rússia Imperial. Foi um estado-cliente da União Soviética e foi anexado à União Soviética em 1944.

## Combatentes co-beligerantes

### Itália

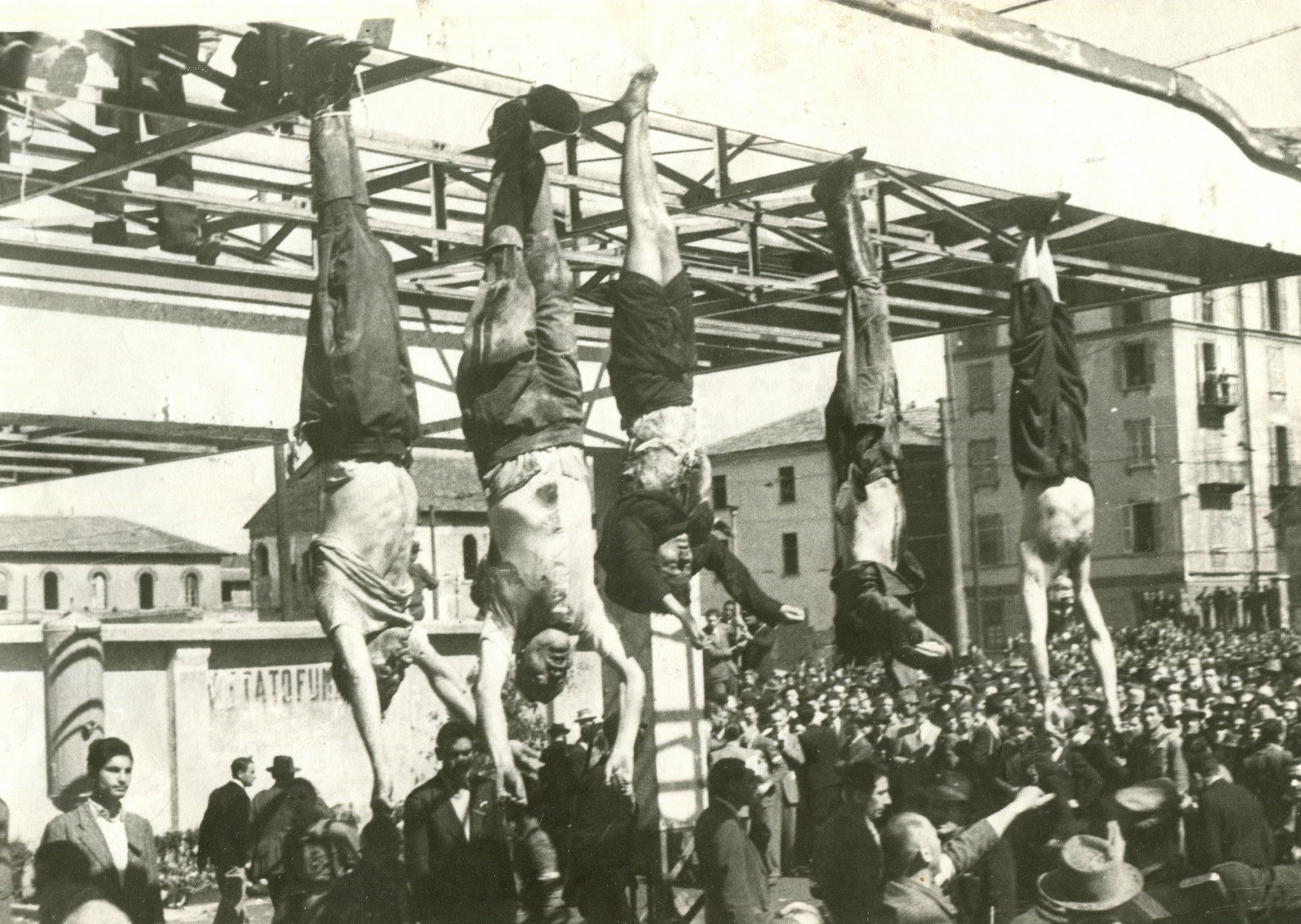
Cadáveres de Benito Mussolini, sua amante Clara Petacci e outros líderes fascistas, pendurados para exibição pública depois de terem sido executados por partisans italianos em 1945.

A Itália tinha sido inicialmente um dos principais membros das potências do Eixo, mas depois de enfrentar múltiplas perdas militares, incluindo a perda de todas as colônias italianas para o avanço das forças aliadas, Duce Benito Mussolini foi deposto e preso em julho de 1943 por ordem do Rei Vítor Emanuel III da Itália em cooperação com membros do Grande Conselho do Fascismo, que viam Mussolini como tendo levado a Itália à ruína, se aliando à Alemanha Nazista na guerra. Vítor Emanuel III desmantelou o aparelho remanescente do regime fascista e nomeou o marechal de campo Pietro Badoglio como primeiro-ministro da Itália. Em 8 de setembro de 1943, a Itália assinou o Armistício de Cassibile com os Aliados, encerrando a guerra da Itália com os Aliados e encerrando a participação da Itália nas potências do Eixo. Esperando imediata retaliação alemã, Vítor Emanuel III e o governo italiano se mudaram para o sul da Itália sob o controle aliado. A Alemanha viu as ações do governo italiano como um ato de traição, e as forças alemãs imediatamente ocuparam todos os territórios italianos fora do controle dos Aliados, em alguns casos até mesmo massacrando tropas italianas.
A Itália se tornou co-beligerante dos Aliados, e o Exército Co-beligerante Italiano foi criado para lutar contra a ocupação alemã do norte da Itália, onde paraquedistas alemães resgataram Mussolini da prisão e ele foi colocado no comando de um estado fantoche alemão conhecido como República Social Italiana. A Itália entrou em guerra civil até o fim das hostilidades após a deposição e prisão se Mussolini, os fascistas leais a ele se aliaram às forças alemãs e ajudando-as contra o governo do armistício italiano e partisans.

## Poder associado

### Albânia
A Albânia foi reconhecida como uma "Potência Associada" na Conferência de Paris de 1946 e assinou oficialmente o tratado que encerra a Segunda Guerra Mundial entre as "Potências Aliadas e Associadas" e a Itália em Paris, em 10 de fevereiro de 1947.

## Aliados autoproclamados

### Governo Provisório da República da Coreia
O Governo Provisório da República da Coreia foi estabelecido em 13 de abril de 1919. Durante o tempo em que o Governo Provisório foi criado, a Coreia estava sob domínio japonês. O Governo Provisório tinha tarefas governamentais e criou organizações importantes para o seu movimento de independência, como o Exército de Libertação da Coreia em 17 de setembro de 1940. O Governo Provisório também declarou guerra contra o Império do Japão em 10 de dezembro de 1941. O Governo Provisório é também o primeiro governo democrático da Coreia.
O Exército de Libertação da Coreia participou nas batalhas em curso na China com as forças do Kuomintang. Em 1943, ativistas clandestinos do Exército de Libertação da Coreia, cooperando com as forças britânicas na Birmânia e na Índia, iniciaram operações conjuntas com as forças britânicas.
O Exército de Libertação da Coreia não conseguiu iniciar a Operação Eagle, um plano para libertar a península coreana atacando primeiro a região da capital (Seul e Incheon), em 18 de agosto de 1945. O Escritório de Serviços Estratégicos dos Estados Unidos também prometeu ajudar o Exército de Libertação da Coreia com aviões de guerra, submarinos e tropas aéreas durante a operação. No entanto, o plano falhou devido à rendição antecipada do Japão em 15 de agosto de 1945. O Governo Provisório também enfrentou forte oposição do Governo militar do Exército dos Estados Unidos na Coreia após a Segunda Guerra Mundial. Além disso, outros governos do Tratado de São Francisco não reconheceram o Governo Provisório como um membro dos Aliados. O governo da República da Coreia foi estabelecido em 15 de agosto de 1948, sob o comando do presidente Syngman Rhee, e o Governo Provisório foi dissolvido oficialmente.

## Nações Unidas

### Declaração das Nações Unidas

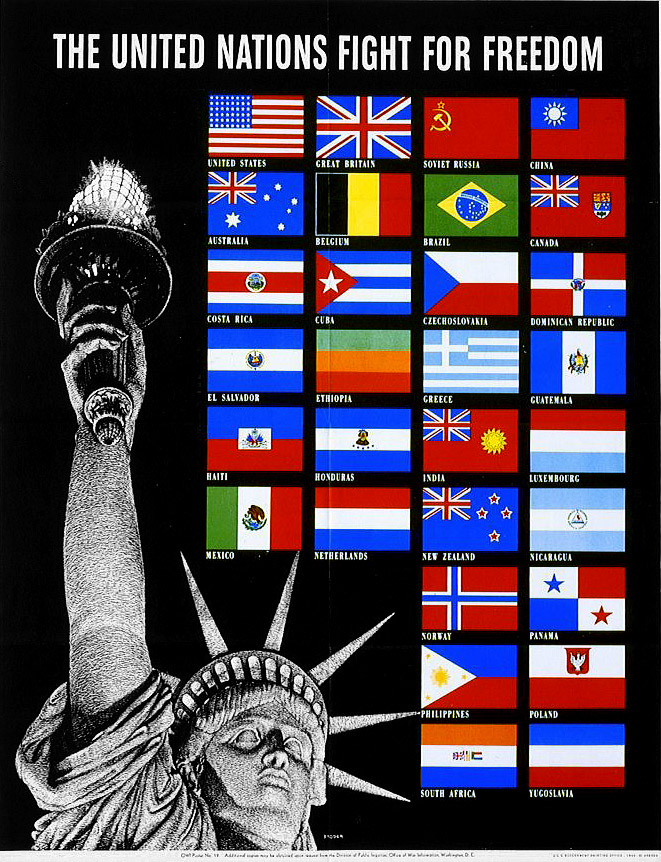
Cartaz de guerra das Nações Unidas, criado em 1941 pelo Escritório de Informações de Guerra dos Estados Unidos.

A aliança foi formalizada na Declaração das Nações Unidas em 1 de janeiro de 1942. Havia 26 signatários:
- África do Sul
- Austrália
- Bélgica
- Canadá
- Checoslováquia
- China
- Costa Rica
- Cuba
- El Salvador
- Estados Unidos
- Grécia
- Guatemala
- Haiti
- Honduras
- Índia Britânica
- Iugoslávia
- Luxemburgo
- Nicarágua
- Noruega
- Nova Zelândia
- Panamá
- Países Baixos
- Polônia
- Reino Unido
- República Dominicana
- União Soviética

### Aliança crescendo
As Nações Unidas começaram a crescer imediatamente após a sua formação. Em 1942, o México, Filipinas e a Etiópia aderiram à declaração. A nação africana foi restaurada em sua independência pelas forças britânicas após a derrota da Itália em Amba Alagi em 1941, enquanto as Filipinas, ainda dependentes dos Estados Unidos, mas reconhecidas diplomaticamente, foram admitidas em 10 de junho, apesar da ocupação japonesa.
Durante 1943, a Declaração foi assinada pelo Iraque, Irã, Brasil, Bolívia e a Colômbia. Um Tratado Tripartite de Aliança com a Grã-Bretanha e a União Soviética formalizou a assistência do Irã aos Aliados. No Rio de Janeiro, o ditador brasileiro Getúlio Vargas foi considerado próximo das ideias fascistas, mas se uniu realisticamente às Nações Unidas após seus sucessos evidentes.
Em 1944, a Libéria e a França assinaram. A situação francesa estava muito confusa. Forças Francesas Livres eram reconhecidas apenas pela Grã-Bretanha, enquanto os Estados Unidos consideravam a França de Vichy como o governo legal do país até a Operação Overlord. Winston Churchill pediu a Roosevelt que restaurasse a França ao seu status de grande potência após a Libertação de Paris em agosto de 1944; O primeiro-ministro temia que, após a guerra, a Grã-Bretanha pudesse continuar a ser a única grande potência na Europa que enfrentava a ameaça comunista, como foi em 1940 e 1941 contra o nazismo.
Durante o início de 1945, Peru, Chile, Paraguai, Venezuela, Uruguai, Turquia, Egito, Arábia Saudita, Líbano, Síria (estas últimas duas colônias francesas que haviam sido declaradas nações independentes pelas tropas de ocupação britânicas, apesar dos grandes protestos de Pétain antes, e de Gaulle depois) e o Equador se tornaram signatários. A Ucrânia e a Bielorrússia, que não eram nações independentes, mas partes da União Soviética, foram aceitas como membros das Nações Unidas como forma de prover maior influência a Josef Stalin, que tinha apenas a Iugoslávia como um parceiro comunista na aliança.

### Carta das Nações Unidas
A Carta das Nações Unidas foi concordado durante a guerra na Conferência das Nações Unidas sobre Organização Internacional, realizada entre abril e julho de 1945. A Carta foi assinada por 50 nações em 26 de junho (a Polônia tinha seu lugar reservado e mais tarde se tornou o 51º signatário "original") e foi formalmente ratificada logo após a guerra de 24 de outubro de 1945. Em 1944, as Nações Unidas foram formuladas e negociadas entre as delegações da União Soviética, Reino Unido, Estados Unidos e da China na Conferência Dumbarton Oaks, onde a formação e os assentos permanentes (para o "Cinco Grandes" China, França, Reino Unido, Estados Unidos e a União Soviética" do Conselho de Segurança das Nações Unidas foram decididos. O Conselho de Segurança se reuniu pela primeira vez imediatamente após a guerra, em 17 de janeiro de 1946.
Estes são os 51 signatários originais (os membros permanentes do Conselho de Segurança das Nações Unidas, estão com asterisco):
- África do Sul
- Argentina
- Arábia Saudita
- Austrália
- Bolívia
- Brasil
- Bélgica
- Canadá
- Checoslováquia
- Chile
- China*
- Colômbia
- Costa Rica
- Cuba
- Dinamarca
- Egito
- El Salvador
- Equador
- Estados Unidos*
- Etiópia
- Filipinas
- França*
- Grécia
- Guatemala
- Haiti
- Honduras
- Índia Britânica
- Irã
- Iraque
- Iugoslávia
- Libéria
- Luxemburgo
- Líbano
- México
- Nicarágua
- Noruega
- Nova Zelândia
- Países Baixos
- Panamá
- Paraguai
- Peru
- Polônia
- Reino Unido*
- República Dominicana
- República Socialista Soviética da Bielorrússia
- República Socialista Soviética da Ucrânia
- Síria
- Turquia
- União Soviética*
- Uruguai
- Venezuela

## Linha do tempo das nações aliadas entrando na guerra

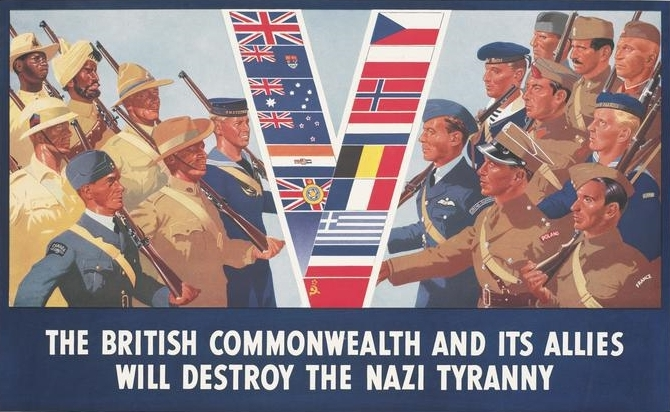
Um cartaz britânico de 1941, promovendo uma maior aliança contra a Alemanha Nazista.

A lista a seguir denota datas nas quais as nações declararam guerra às Potências do Eixo, ou sobre as quais às Potências do Eixo declararam guerra as outras nações. O Nepal foi formalmente independente. A Índia Britânica tinha um status menos independente que os outros domínios.

### 1939
- Polônia: 1 de setembro de 1939[79]
- França: 3 de setembro de 1939,[80] em 22 de junho de 1940, a França de Vichy, sob o comando do marechal Philippe Pétain, capitulou formalmente para a Alemanha Nazista e se tornou neutra. Essa capitulação foi denunciada pelo general Charles de Gaulle, que estabeleceu o governo da França Livre no exílio, que continuou a lutar contra a Alemanha. Isto levou ao Governo Provisório da República da França, que foi oficialmente reconhecido pelos outros Aliados como o governo legítimo da França em 23 de outubro de 1944.[81] A rendição de Pétain em 1940 também foi legalmente anulada, de modo que a França é considerada uma aliada durante a guerra.[82]
- Reino Unido: 3 de setembro de 1939[80]
  - Índia Britânica: 3 de setembro de 1939[83][84]
- Austrália: 3 de setembro de 1939[83][85]
- Nova Zelândia: 3 de setembro de 1939[83][86]
- Nepal: 4 de setembro de 1939[87]
- África do Sul: 6 de setembro de 1939[64]
- Canadá: 10 de setembro de 1939[64]

### 1940
- Noruega: 8 de abril de 1940,[64] invasão alemã de um país neutro sem declaração de guerra. Os Aliados apoiaram a Noruega durante a Campanha da Noruega. A Noruega não se juntou oficialmente aos Aliados até mais tarde.[54][88]
- Dinamarca: 9 de abril de 1940, invasão alemã sem declaração de guerra
- Bélgica: 10 de maio de 1940
- Luxemburgo: 10 de maio de 1940
- Países Baixos: 10 de maio de 1940
- Grécia: 28 de outubro de 1940

### 1941

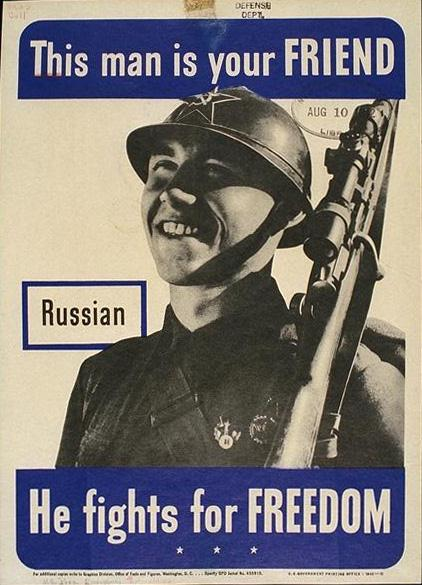
Cartaz do governo dos Estados Unidos mostrando um soldado soviético, 1942.

- Iugoslávia: 6 de abril de 1941, A Iugoslávia assinou o Pacto Tripartite, se tornando membro nominal do Eixo em 25 de março; mas foi atacado pelo Eixo em 6 de abril de 1941.[89]
- União Soviética: 22 de junho de 1941; Apesar de pertencer à União Soviética, a Ucrânia e a Bielorrússia foram reconhecidas como estados de combate separados pelo Reino Unido e pelos Estados Unidos no final da guerra.
- Panamá: 7 de dezembro de 1941
- Estados Unidos: dezembro de 1941 (guerra declarada contra o Japão)[90]
  - Filipinas: 8 de dezembro de 1941[91]
- Costa Rica: 8 de dezembro de 1941[64]
- República Dominicana: 8 de dezembro de 1941[64]
- El Salvador: 8 de dezembro de 1941[64]
- Haiti: 8 de dezembro de 1941[64]
- Honduras: 8 de dezembro de 1941[64]
- Nicarágua: 8 de dezembro de 1941[64]
- China: 9 de dezembro de 1941[64] (em guerra com o Japão desde 1937)[92]
- Cuba: 9 de dezembro de 1941[64]
- Guatemala: 9 de dezembro de 1941[64]
- Estados Unidos: 11 de dezembro de 1941 (guerra declarada contra a Alemanha Nazista e a Itália)[64]

### Governos provisórios ou governos no exílio que declararam guerra contra o Eixo em 1941
- Vietnã (Việt Minh): 7 de dezembro de 1941
- Governo Provisório da República da Coreia: 10 de dezembro de 1941[93]
- Checoslováquia (governo no exílio): 16 de dezembro de 1941[64][94]

### 1942
- Peru: fevereiro de 1942
- México: 22 de maio de 1942[64]
- Brasil: 22 de agosto de 1942[64]
- Império Etíope: 14 de dezembro de 1942[64]

### 1943
- Iraque: 16 de janeiro de 1943[64]
- Bolívia: 7 de abril de 1943
- Colômbia: 26 de julho de 1943
- Irã: 9 de setembro de 1943[64]
- Itália: 10 de outubro de 1943,[64] antiga Potência do Eixo

### 1944
- Libéria: 27 de janeiro de 1944[64]
- Romênia: 25 de agosto de 1944,[64] antiga Potência do Eixo
- Bulgária: 8 de setembro de 1944,[95] antiga Potência do Eixo

### 1945
- Hungria: 20 de janeiro de 1945,[64] antiga Potência do Eixo
- Equador: 2 de fevereiro de 1945
- Paraguai: 7 de fevereiro de 1945[64]
- Uruguai: 15 de fevereiro de 1945
- Venezuela: 15 de fevereiro de 1945
- Turquia: 23 de fevereiro de 1945[64]
- Egito: 24 de fevereiro de 1945[64]
- Síria: 26 de fevereiro de 1945[64]
- Líbano: 27 de fevereiro de 1945[64]
- Arábia Saudita: 1 de março de 1945[64]
- Finlândia: 3 de março de 1945,[64] ex-co-beligerante da Alemanha Nazista na Guerra da Continuação. Em 3 de março de 1945, a Finlândia declarou retroativamente a guerra à Alemanha a partir de 15 de setembro de 1944.
- Argentina: 27 de março de 1945[96]
- Chile: 11 de abril de 1945 declarou guerra ao Japão[64]
- Mongólia: agosto de 1945 declarou guerra ao Japão

| País                                                                | Declaração das Nações Unidas | Tratado de São Francisco |
| ------------------------------------------------------------------- | ---------------------------- | ------------------------ |
| África do Sul                                                       | 1942                         | Yes                      |
| Arábia Saudita                                                      | 1945                         | Yes                      |
| Argentina                                                           | Não                          | Yes                      |
| Austrália                                                           | 1942                         | Yes                      |
| Bélgica                                                             | 1942                         | Yes                      |
| Bolívia                                                             | 1943                         | Yes                      |
| Brasil                                                              | 1943                         | Yes                      |
| Camboja                                                             | Não                          | Yes                      |
| Canadá                                                              | 1942                         | Yes                      |
| Ceilão                                                              | Não                          | Yes                      |
| Chile                                                               | 1945                         | Yes                      |
| China                                                               | 1942                         | Não                      |
| Colômbia                                                            | 1943                         | Yes                      |
| Costa Rica                                                          | 1942                         | Yes                      |
| Cuba                                                                | 1942                         | Yes                      |
| Checoslováquia                                                      | 1942                         | Não                      |
| Equador                                                             | 1945                         | Yes                      |
| Egito                                                               | 1945                         | Yes                      |
| El Salvador                                                         | 1942                         | Yes                      |
| Estados Unidos                                                      | 1942                         | Yes                      |
| Etiópia                                                             | 1942                         | Yes                      |
| Filipinas                                                           | 1942                         | Yes                      |
| França                                                              | 1944                         | Yes                      |
| Grécia                                                              | 1942                         | Yes                      |
| Guatemala                                                           | 1942                         | Yes                      |
| Haiti                                                               | 1942                         | Yes                      |
| Honduras                                                            | 1942                         | Yes                      |
| Índia Britânica (Administração nomeada pelo Reino Unido, 1858–1947) | 1942                         | Não                      |
| Indonésia                                                           | Não                          | Yes                      |
| Irã                                                                 | 1943                         | Yes                      |
| Iraque                                                              | 1943                         | Yes                      |
| Iugoslávia                                                          | 1942                         | Não                      |
| Laos                                                                | Não                          | Yes                      |
| Líbano                                                              | 1945                         | Yes                      |
| Libéria                                                             | 1944                         | Yes                      |
| Luxemburgo                                                          | 1942                         | Yes                      |
| México                                                              | 1942                         | Yes                      |
| Nova Zelândia                                                       | 1942                         | Yes                      |
| Nicarágua                                                           | 1942                         | Yes                      |
| Noruega                                                             | 1942                         | Yes                      |
| Países Baixos                                                       | 1942                         | Yes                      |
| Panamá                                                              | 1942                         | Yes                      |
| Paquistão                                                           | Não                          | Yes                      |
| Paraguai                                                            | 1945                         | Yes                      |
| Peru                                                                | 1945                         | Yes                      |
| Polônia                                                             | 1942                         | Não                      |
| Reino Unido                                                         | 1942                         | Yes                      |
| República Dominicana                                                | 1942                         | Yes                      |
| Síria                                                               | 1945                         | Yes                      |
| Turquia                                                             | 1945                         | Yes                      |
| União Soviética                                                     | 1942                         | Não                      |
| Uruguai                                                             | 1945                         | Yes                      |
| Venezuela                                                           | 1945                         | Yes                      |
| Vietnã                                                              | Não                          | Yes                      |

## Outras leituras
- Ready, J. Lee (2012) [1985]. Forgotten Allies: The Military Contribution of the Colonies, Exiled Governments, and Lesser Powers to the Allied Victory in World War II. Jefferson, N.C.: McFarland & Company. ISBN 9780899501178. OCLC 586670908